# أسبرين
الأَسْبِرِين أو أسيتيل حمض الساليسيليك هو أحد أشهر الأدوية وأكثرها شعبية. يستخدم لعلاج أعراض الحمى والآلام الرثوية خلال القرن الماضي وما زال حتى الآن علاجاً متميزاً على بدائله. كما يستخدم لتجنب تكون الجلطات المسببة للنوبات القلبية.
بات الأسبرين أكثر الأدوية إنتاجا ومبيعا في العالم منذ أكثر من قرن عندما أطلق الصيادلة الألمان في مصانع (باير) للكيماويات هذا الاسم على الساليسيليك ويستخدم أيضا في علاج مرض كاواساكي والتهاب التامور والحمى الروماتيزمية.
يستخدم الأسبرين أيضًا على المدى الطويل للمساعدة في منع حدوث المزيد من النوبات القلبية والسكتات الدماغية والجلطات الدموية لدى الأشخاص المعرضين لخطر كبير. قد يقلل أيضًا من خطر الإصابة بأنواع معينة من السرطان، وخاصة سرطان القولون والمستقيم. بالنسبة للألم أو الحمى، تبدأ التأثيرات عادةً في غضون 30 دقيقة. الأسبرين هو عقار مضاد للالتهاب غير ستيرويدي (NSAID) ويعمل بشكل مشابه لمضادات الالتهاب غير الستيروئيدية الأخرى ولكنه أيضًا يثبط الأداء الطبيعي للصفائح الدموية.
أحد الآثار الضارة الشائعة هو اضطراب المعدة. تشمل الآثار الجانبية الأكثر أهمية قرحة المعدة ونزيف المعدة وتفاقم الربو. يكون خطر النزيف أكبر بين كبار السن، أو الذين يشربون الكحول، أو يتناولون مضادات الالتهاب غير الستيروئيدية الأخرى، أو الذين يتناولون أدوية سيولة الدم الأخرى. لا ينصح بالأسبرين في الجزء الأخير من الحمل. لا ينصح به بشكل عام للأطفال المصابين بالعدوى بسبب خطر الإصابة بمتلازمة راي. قد تؤدي الجرعات العالية إلى طنين في الأذنين.
تم استخدام سلف الأسبرين الموجود في أوراق شجرة الصفصاف لآثاره الصحية لما لا يقل عن 2400 عام. في عام 1853، عالج الكيميائي تشارلز فريديريك غيرهارد دواء ساليسيلات الصوديوم مع كلوريد الأسيتيل لإنتاج حمض أسيتيل الساليسيليك لأول مرة. على مدى الخمسين عامًا التالية، أسس كيميائيون آخرون التركيب الكيميائي وتوصلوا إلى طرق إنتاج أكثر كفاءة.: 69-75 بحلول عام 1899، أطلق عليها باير اسم «الأسبرين» وباعته في جميع أنحاء العالم. نمت شعبية الأسبرين خلال النصف الأول من القرن العشرين مما أدى إلى المنافسة بين العديد من العلامات التجارية والتركيبات. كانت كلمة «أسبرين» هي الاسم التجاري لباير. ومع ذلك، فقد تم فقدان أو بيع حقوقهم في العلامة التجارية في العديد من البلدان.
يعد الأسبرين أحد أكثر الأدوية استخدامًا على مستوى العالم، حيث يتم استهلاك ما يقدر بـ 40.000 طن (44.000 طن) (50 إلى 120 مليار حبة) سنويًا. إنه مدرج في قائمة منظمة الصحة العالمية للأدوية الأساسية. وهو متوفر كدواء عام. في عام 2017، كان الدواء رقم 42 الأكثر شيوعًا في الولايات المتحدة، وذلك بوصفه بأكثر من 17 مليون وصفة طبية.

## الخواص الكيميائية
يتحلل الأسبرين بسرعة في محاليل خلات الأمونيوم أو الأسيتات أو الكربونات أو السترات أو هيدروكسيدات الفلزات القلوية. يظل الأسبرين مستقر في الهواء الجاف، ولكنه يتحلل مائيًا تدريجيًا عند ملامسته للرطوبة إلى أحماض الأسيتيك والساليسيليك. يستمر التحلل المائي بسرعة في محلول مع القلويات، وقد تتكون المحاليل الشفافة بالكامل من الأسيتات والساليسيلات.
يجب على المصانع التي تصنع أقراص الأسبرين الانتباه إلى مقدار المسحوق الذي يدخل الهواء داخل المبنى، مثل مطاحن الدقيق، لأن خليط مسحوق الهواء يمكن أن يكون متفجرًا. وضع المعهد الوطني للسلامة والصحة المهنية (NIOSH) حد التعرض الموصى به في الولايات المتحدة من 5 مجم/م 3 (المتوسط المرجح بالوقت). في عام 1989، حددت إدارة السلامة والصحة المهنية (OSHA) حدًا قانونيًا للتعرض المسموح به للأسبرين يبلغ 5 مجم/م 3، ولكن تم إلغاء ذلك بموجب قرار AFL-CIO ضد OSHA في عام 1993.

### التركيب
يُصنف تخليق الأسبرين على أنه تفاعل أسترة. يتم معالجة حمض الساليسيليك باستخدام أنهيدريد الخل، وهو أحد مشتقات الحمض، مما يتسبب في تفاعل كيميائي يحول مجموعة هيدروكسيل حمض الساليسيليك إلى مجموعة إستر (R-OH → R-OCOCH3). تنتج هذه العملية الأسبرين وحمض الخليك، والذي يعتبر نتيجة ثانوية لهذا التفاعل. تستخدم كميات صغيرة من حامض الكبريتيك (وأحيانًا حمض الفوسفوريك) كعامل مساعد دائمًا. يتم استخدام هذه الطريقة بشكل شائع في مختبرات التدريس الجامعية.

تخليق الأسبرين.

### آلية التفاعل
تكون رائحة التركيبات التي تحتوي على تركيزات عالية من الأسبرين غالبًا مثل الخل لأن الأسبرين يمكن أن يتحلل من خلال التحلل المائي في البيئة الرطبة، مما ينتج عنه حمض الساليسيليك والأسيتيك.

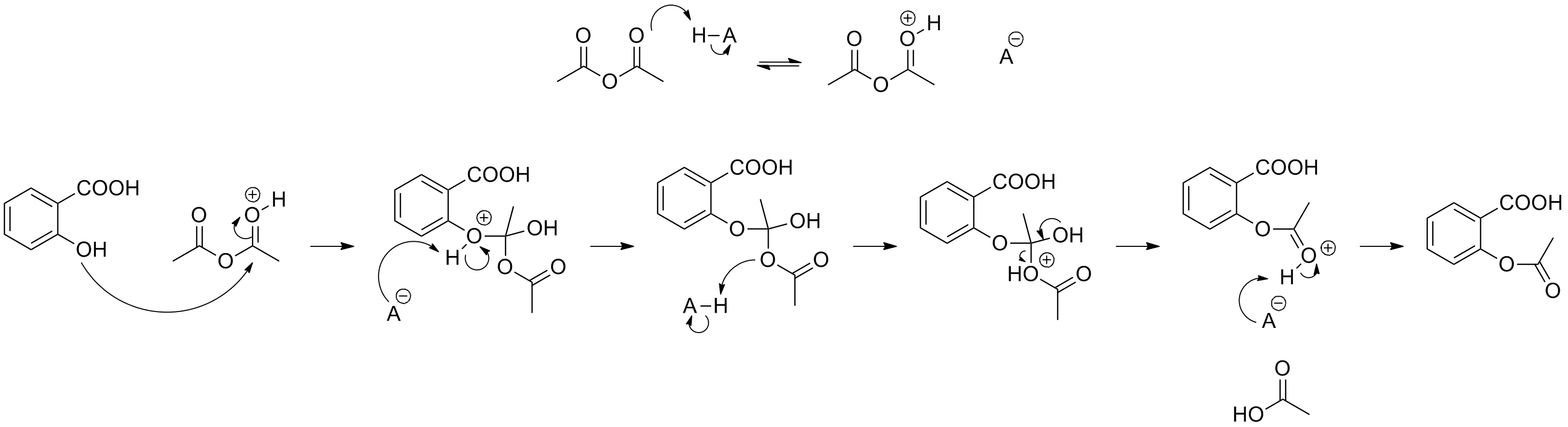
آلية أستلة حمض الساليسيلسك.

## الخصائص الفيزيائية
الأسبرين، أحد مشتقات الأسيتيل لحمض الساليسيليك، مادة بيضاء بلورية، حمضية ضعيفة، مع نقطة انصهار تبلغ 136 درجة مئوية (277 درجة فهرنهايت)، ودرجة غليانها 140 درجة مئوية (284 درجة فهرنهايت). ثابت تفكك الحمض (pKa) هو 3.5 عند 25 درجة مئوية (77 درجة فهرنهايت).

### تعدد الأشكال (بوليمورفيزم)
يعتبر تعدد الأشكال(بوليمورفيزم)، أو قدرة المادة على تكوين أكثر من بنية بلورية، أمرًا مهمًا في تطوير المكونات الصيدلانية. تحصل العديد من الأدوية على الموافقة التنظيمية لشكل بلوري واحد فقط أو متعدد الأشكال. لفترة طويلة، لم يُعرف سوى بنية بلورية واحدة للأسبرين. كان هناك شك في أن هذا الأسبرين قد يكون له شكل بلوري ثانٍ منذ الستينيات. تم اكتشاف الشكل المتعدد الأشكال الثاني بعيد المنال لأول مرة بواسطة فيشويشوار وزملاؤه في عام 2005، وقدم بوند وآخرون تفاصيل هيكلية دقيقة. تم العثور على نوع بلوري جديد بعد محاولة بلورة الأسبرين وليفيتيراسيتام من الأسيتونيتريل الساخن. النموذج II مستقر فقط عند 100 كلفن ويعود إلى الشكل الأول عند درجة الحرارة المحيطة. في النموذج الأول (الذي لا لبس فيه)، يشكل جزيء الساليسيليك ثنائيات متناظرة مركزية من خلال مجموعات الأسيتيل مع بروتون الميثيل (الحمضي) إلى روابط هيدروجين الكربونيل، وفي النموذج الثاني المطالب به حديثًا، يشكل كل جزيء ساليسيليك نفس الروابط الهيدروجينية مع جزيئين متجاورين بدلا من واحد. فيما يتعلق بالروابط الهيدروجينية التي تكونت بواسطة مجموعات حمض الكربوكسيل، فإن كلا الشكلين متعددي الأشكال يشكلان هياكل ثنائية متطابقة.

## آلية التفاعل

### أكتشاف الآلية
أظهر عالم الصيدلة البريطاني جون روبرت، في عام 1971، الذي كان يعمل في الكلية الملكية للجراحين في لندن، أن الأسبرين يحد من إنتاج البروستاجلاندين والثرموبوكسانات. لهذا الاكتشاف، حصل على جائزة نوبل في الطب عام 1982، بالاشتراك مع سون بيرجستروم وبينغت إنجمار صامويلسون.

### البروستاجلاندين والثرموبوكسانات

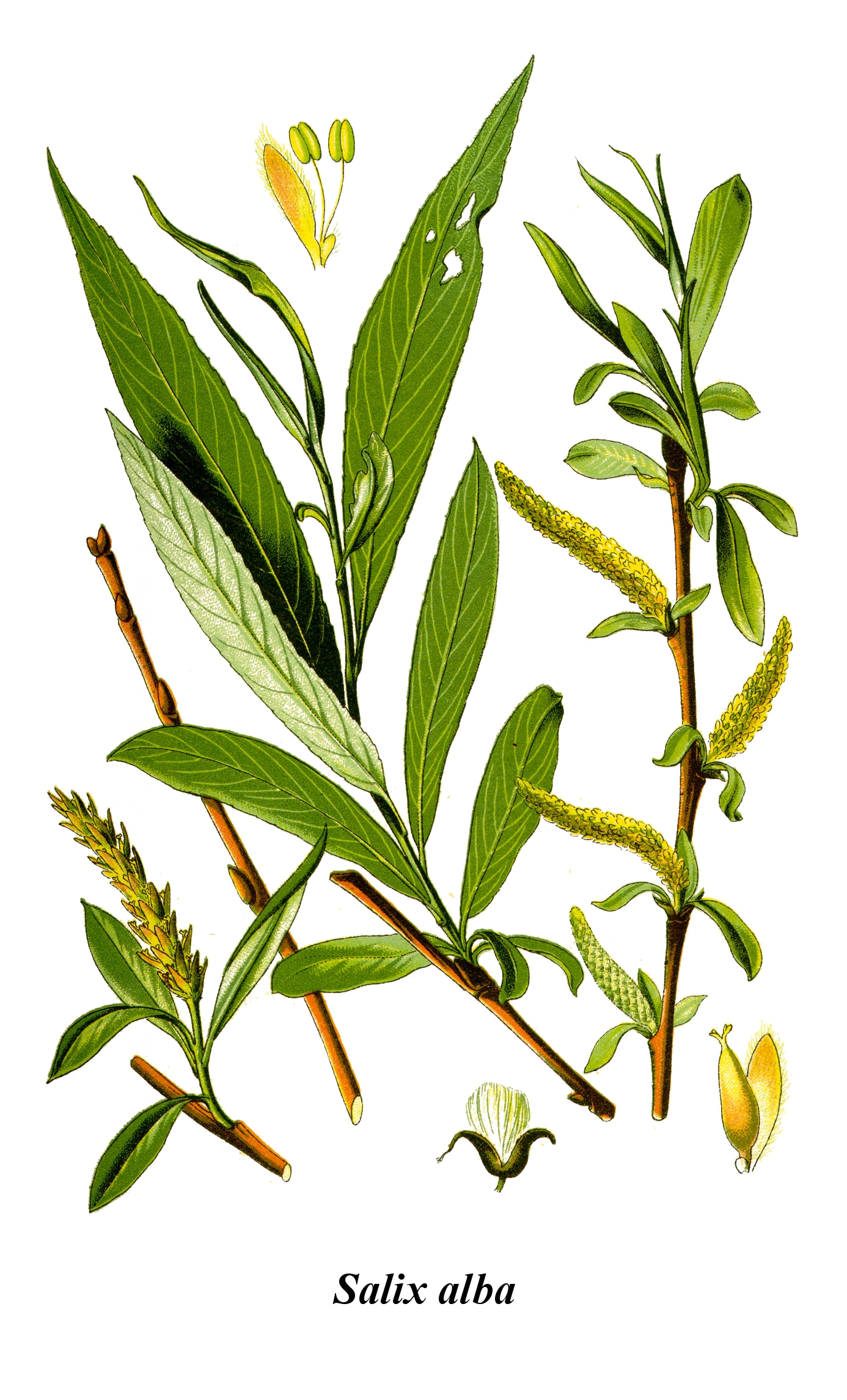
الصفصاف الأبيض أحد مصادر الأسبيرين

ترجع قدرة الأسبرين على قمع إنتاج البروستاغلاندين والثرموبوكسانات إلى التثبيط غير العكسي (يعمل في اتجاه واحد) لأنزيم الأكسدة الحلقية (COX؛ المعروف رسميًا باسم إنزيم البروستاغلاندين-إندوبروكسيد سينثيز، PTGS) اللازم لتخليق البروستاغلاندين والثرموبوكسان. يعمل الأسبرين كعامل أسيتيل حيث يتم ربط مجموعة الأسيتيل تساهميًا ببقايا السيرين في الموقع النشط لإنزيم PTGS (تثبيط الانتحار). هذا يجعل الأسبرين مختلفًا عن مضادات الالتهاب غير الستيرويدية الأخرى (مثل ديكلوفيناك وإيبوبروفين)، وهي مثبطات عكسية (أي تعمل في إتجاهين).
استخدام جرعة منخفضة من الأسبرين يمنع بشكل نهائي تكوين الثرموبوكسان A2 في الصفائح الدموية، مما ينتج عنه تأثير مثبط على تراكم الصفائح الدموية خلال عمر الصفائح الدموية المصابة (8-9 أيام). هذه الخاصية المضادة للتخثر تجعل الأسبرين مفيدًا لتقليل حدوث النوبات القلبية لدى الأشخاص الذين أصيبوا بنوبة قلبية أو ذبحة صدرية غير مستقرة أو سكتة دماغية أو نوبة إقفارية عابرة. 40 ملغ من الأسبرين في اليوم قادرة على تثبيط نسبة كبيرة من الحد الأقصى لإفراز الثرموبوكسان A2 بشكل حاد، مع تأثر ضئيل بتركيب البروستاغلاندين I2؛ ومع ذلك، فإن جرعات أعلى من الأسبرين مطلوبة لتحقيق مزيد من التثبيط.
البروستاغلاندين، الهرمونات المحلية التي ينتجها الجسم، لها تأثيرات متنوعة، بما في ذلك نقل معلومات الألم إلى الدماغ، وتعديل منظم الحرارة تحت المهاد، والالتهاب. تعتبر الثرومبوكسانات مسؤولة عن تراكم الصفائح الدموية التي تشكل جلطات الدم. تحدث النوبات القلبية في المقام الأول بسبب الجلطات الدموية، وتعتبر الجرعات المنخفضة من الأسبرين بمثابة تدخل طبي فعال لاحتشاء عضلة القلب الحاد.

### تثبيط COX-1 و COX-2
يعمل الأسبرين على نوعين مختلفين على الأقل من إنزيمات الأكسدة الحلقية، وهما COX-1 و COX-2. يمنع الأسبرين COX-1 نهائياً ويعدل النشاط الأنزيمي لـ COX-2. ينتج COX-2 عادة البروستانويدات، ومعظمها مسببة للالتهابات. ينتج PTGS2 المعدل بالأسبرين (سينثاز البروستاجلاندين - إندوبيروكسيد 2) ليبوكسينات، معظمها مضاد للالتهابات. تم تطوير أدوية NSAID الأحدث، مثبطات COX-2 (coxibs)، لتثبيط PTGS2 فقط، مع النية لتقليل حدوث الآثار الجانبية المعدية المعوية.
ومع ذلك، فقد تم سحب العديد من مثبطات COX-2، مثل (rofecoxib Vioxx)، بعد ظهور أدلة على أن مثبطات PTGS2 تزيد من خطر الإصابة بالنوبات القلبية والسكتة الدماغية. يُقترح استخدام الخلايا البطانية المبطنة للأوعية الدموية الدقيقة في الجسم للتعبير عن PTGS2، ومن خلال تثبيط PTGS2 بشكل انتقائي، يتم تقليل إنتاج البروستاغلاندين (على وجه التحديد، PGI2؛ البروستاسكلين) فيما يتعلق بمستويات الثرموبوكسان، حيث لا يتأثر PTGS1 في الصفائح الدموية. وبالتالي، يتم إزالة التأثير الوقائي المضاد للتخثر لـ PGI2، مما يزيد من خطر الإصابة بالجلطات والنوبات القلبية المرتبطة بها ومشاكل الدورة الدموية الأخرى. نظرًا لأن الصفائح الدموية لا تحتوي على DNA، فإنها غير قادرة على تصنيع PTGS الجديدة بمجرد أن يثبط الأسبرين الإنزيم بشكل لا رجعة فيه، وهو فرق مهم مع المثبطات القابلة للعكس.
علاوة على ذلك، فإن الأسبرين، بينما يثبط قدرة COX-2 على تكوين منتجات مؤيدة للالتهابات مثل البروستاغلاندين، يحول نشاط هذا الإنزيم من انزيمات الأكسدة الحلقية المكونة للبروستاغلاندين إلى إنزيم شبيه بالليبوكسيجيناز: يستقلب COX-2 المعالج بالأسبرين مجموعة متنوعة من الأحماض الدهنية المتعددة غير المشبعة إلى منتجات الهيدروبيروكسي والتي يتم استقلابها بعد ذلك إلى وسطاء متخصصين مثل الليبوكسين المحفز بالأسبرين، والراتسولفين المحفز بالأسبرين، والمارسين المحفز بالأسبرين. يمتلك هؤلاء الوسطاء نشاطًا قويًا مضادًا للالتهابات. يُقترح أن هذا التحول الناتج عن الأسبرين لـ COX-2 من انزيمات الأكسدة الحلقية إلى نشاط ليبوكسجيناز وما يترتب على ذلك من تشكيل وسط متحلل متخصص يساهم في التأثيرات المضادة للالتهابات للأسبرين.

### آلية إضافية
ثبت أن الأسبرين يحتوي على ثلاث طرق عمل إضافية على الأقل. يفصل الفسفرة المؤكسدة في الميتوكوندريا، عن طريق الانتشار من حيز الغشاء الداخلي كحامل للبروتونات إلى مصفوفة الميتوكوندريا، حيث يتأين مرة أخرى لتحرير البروتونات. يخزن الأسبرين وينقل البروتونات. عندما يتم إعطاء جرعات عالية، فقد يتسبب في الواقع في الحمى، بسبب الحرارة المنبعثة من سلسلة نقل الإلكترون، على عكس تأثير الأسبرين الخافض للحرارة الذي يُرى بجرعات أقل. بالإضافة إلى ذلك، فإن الأسبرين يحث على تكوين جذور NO في الجسم، والتي ثبت في الفئران أن لها آلية مستقلة لتقليل الالتهاب. يعد هذا التصاق الكريات البيض المنخفض خطوة مهمة في الاستجابة المناعية للعدوى؛ ومع ذلك، فإن الأدلة غير كافية لإثبات أن الأسبرين يساعد في مكافحة العدوى. تشير البيانات الحديثة أيضًا إلى أن حمض الساليسيليك ومشتقاته تعدل الإشارات من خلال NF-B. NF-κB، مركب عامل النسخ، يلعب دورًا مركزيًا في العديد من العمليات البيولوجية، بما في ذلك الالتهاب.
يتحلل الأسبرين بسهولة في الجسم إلى حمض الساليسيليك، والذي له تأثيرات مضادة للالتهابات وخافض للحرارة ومسكن. في عام 2012، تم العثور على حمض الساليسيليك لتنشيط بروتين كيناز المنشط AMP، والذي تم اقتراحه كتفسير محتمل لبعض تأثيرات كل من حمض الساليسيليك والأسبرين. لجزء الأسيتيل من جزيء الأسبرين أهدافه الخاصة. يعد أستلة البروتينات الخلوية ظاهرة راسخة في تنظيم وظيفة البروتين على مستوى ما بعد الترجمة. الأسبرين قادر على أسيتيل العديد من الأهداف الأخرى بالإضافة إلى أنزيمات كوكس. قد تفسر تفاعلات الأستلة هذه العديد من التأثيرات غير المبررة حتى الآن للأسبرين.

## دواء
حمض أسيتيل الساليسيليك هو حمض ضعيف، ويتأين القليل جدًا منه في المعدة بعد تناوله عن طريق الفم. يمتص حمض أسيتيل الساليسيليك بسرعة من خلال غشاء الخلية في الظروف الحمضية للمعدة. تؤدي زيادة الأس الهيدروجيني والمساحة السطحية الأكبر للأمعاء الدقيقة إلى امتصاص الأسبرين بشكل أبطأ هناك، حيث يتأين المزيد منه. بسبب تكوين الكتل الخرسانية، يتم امتصاص الأسبرين بشكل أبطأ بكثير خلال الجرعة الزائدة، ويمكن أن تستمر تركيزات البلازما في الارتفاع لمدة تصل إلى 24 ساعة بعد الابتلاع.
يرتبط حوالي 50-80% من الساليسيلات في الدم ببروتين الألبومين، بينما يبقى الباقي في الحالة النشطة المؤينة. ارتباط البروتين يعتمد على التركيز. يؤدي تشبع مواقع الربط إلى مزيد من الساليسيلات الحرة وزيادة السمية. حجم التوزيع 0.1-0.2 لتر / كغ. يزيد الحماض من حجم التوزيع بسبب زيادة تغلغل الساليسيلات في الأنسجة.
يتم استقلاب ما يصل إلى 80% من الجرعات العلاجية لحمض الساليسيليك في الكبد. يؤدي الاقتران مع الجلايسين إلى تكوين حمض الساليسيلوريك، ومع حمض الجلوكورونيك لتكوين نوعين مختلفين من استرات الجلوكورونيد. ويشار إلى الاتحاد مع مجموعة الأسيتيل السليمة باسم أسيل جلوكورونيد؛ المتقارن المنزع للأستيل هو الفينول جلوكورونيد. هذه المسارات الأيضية لها قدرة محدودة فقط. يتم أيضًا تحويل كميات صغيرة من حمض الساليسيليك إلى حمض الجنتيسيك. مع الجرعات الكبيرة من الساليسيلات، تتحول الخواص الحركية من الدرجة الأولى إلى الدرجة الصفرية، حيث تصبح المسارات الأيضية مشبعة ويصبح إفراز الكلى مهمًا بشكل متزايد.
تفرز الساليسيلات بشكل رئيسي عن طريق الكلى على هيئة حمض الساليسيلوريك (75٪)، وحمض الساليسيليك الحر (10٪)، والفينول الساليسيليك (10٪)، وأسيل غلوكورونيدات (5٪)، وحمض الجنتيسيك (أقل من 1٪)، و 2,3 - حمض ثنائي هيدروكسي بنزويك. عندما يتم تناول جرعات صغيرة (أقل من 250 مجم في شخص بالغ)، فإن جميع المسارات تسير عن طريق الحركية من الدرجة الأولى، مع نصف عمر للتخلص من حوالي 2.0 ساعة إلى 4.5 ساعات. عندما يتم تناول جرعات أعلى من الساليسيلات (أكثر من 4 جم)، يصبح عمر النصف أطول بكثير (من 15 ساعة إلى 30 ساعة)، لأن مسارات التحول الأحيائي المتعلقة بتكوين حمض الساليسيلوريك والساليسيل الفينول غلوكورونيد تصبح مشبعة. يزداد إفراز حمض الساليسيليك في الكلى أهمية متزايدة مع تشبع مسارات التمثيل الغذائي، لأنه حساس للغاية للتغيرات في درجة الحموضة في البول. تحدث زيادة في التصفية الكلوية بمقدار 10 إلى 20 ضعفًا عند زيادة درجة حموضة البول من 5 إلى 8. يستغل استخدام قلونة البول هذا الجانب الخاص من التخلص من الساليسيلات. وقد وجد أن استخدام الأسبرين على المدى القصير في الجرعات العلاجية قد يعجل بإصابة الكلى الحادة التي يمكن عكسها عندما يكون المريض مريضًا بالتهاب كبيبات الكلى أو تليف الكبد. يمنع استخدام الأسبرين لبعض المرضى المصابين بأمراض الكلى المزمنة وبعض الأطفال المصابين بقصور القلب الاحتقاني.

## التاريخ

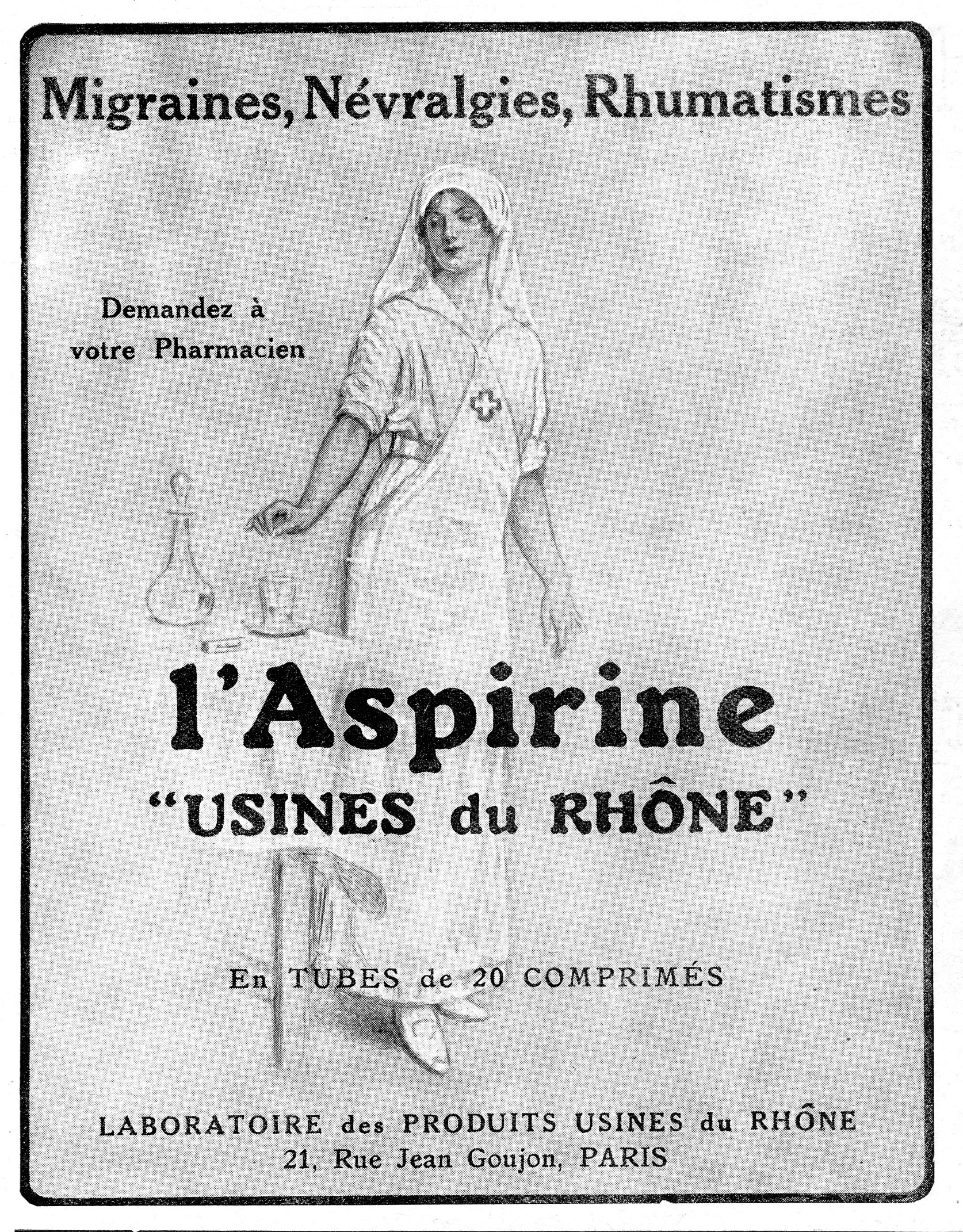
ملصق إعلاني من عام 1923.

عرف الإنسان القديم الأسبرين منذ مئات السنين قبل اكتشافه وتحضيره في المعامل عام 1853، إلا أنه
لم يستعمل كدواء إلا عام 1899 وأطلق عليه اسم شائع هو أسبرين (Aspirin) بالألمانية. فلقد كان الإغريق والهنود الحمر بالأمريكتين وقدماء المصريين يستخدمون اللحاء الداخلي اللين من قلف (قشر) وأوراق نبات الصفصاف كمنقوع في الماء ويشرب لعلاج ارتفاع حرارة الجسم في الحميات وعلاج الصداع والآلام الرثوية. وكان هذا التأثير العلاجي سببه وجود مادة الصفصافين (بالإنجليزية: Salicin)‏ بوفرة في هذا النبات الذي تنمو أشجاره في المناطق المعتدلة قرب مياه الأنهار والترع والمصارف. وهو ينمو حاليا بوفرة في مصر. ووجد الصيادلة الألمان أن جزيء الصفصافين يتحول بالجسم إلى شكل نشط.

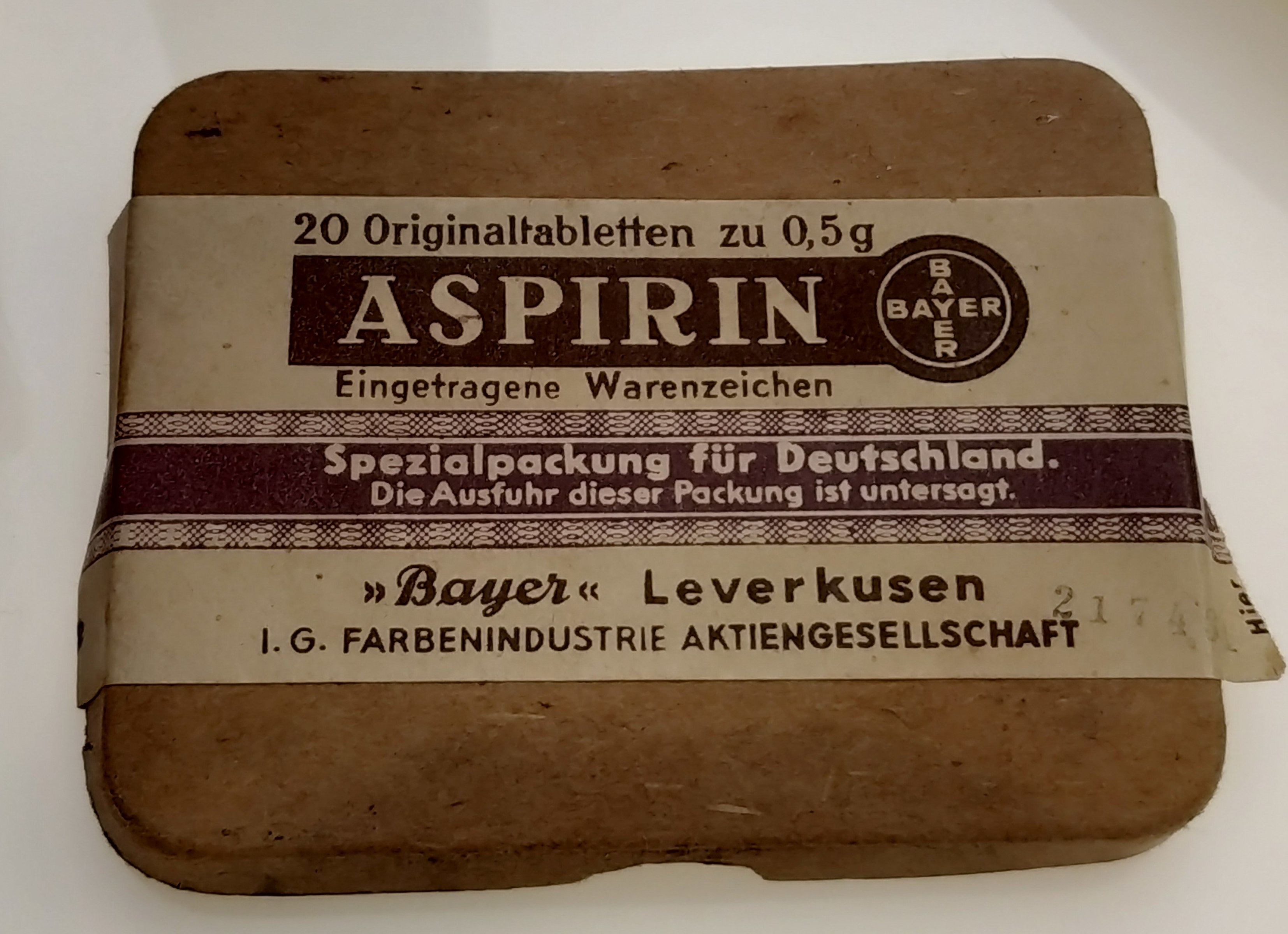
صندوق اسبرين مستورد من ألمانيا.

كانت خلاصة لحاء نبات الصفصاف تحضر منذ عام 1757 وكانت شديدة المرارة. وحاول الصيدلي الألماني بوخنر تحضير المادة الفعالة في هذه الخلاصة بمعهد ميونيخ للأقرباذين (الأدوية) فحصل على مادة الصفصافين في شكل إبر بللورية صفراء مرة المذاق. في فرنسا استطاع الصيدلي الفرنسي هوليروا تحضير هذه المادة في نفس العام. فلقد استطاع استخلاص أوقية من 3 رطل لحاء شجرة الصفصاف. في عام 1833 بألمانيا قام الصيدلي الشهير إ. مرك بتحضير مادة صفصافين أكثر نقاوة بمعمله بدارمشتات. وكانت أرخص كثيرا من خلاصة الصفصاف الغير نقية التي كانت تحضر من قبل. في إيطاليا عام 1838 أطلق الصيدلي رفائيل بيريا من بيزا على مادة الصفصافين اسم حامض الصفصافيك (بالإنجليزية: salicylic acid)‏. وكان قد اكتشف نبات آخر هو حلوي المروج به زيت عطري به استرات حامض الصفصافيك وهو أحد مشتقات حامض الصفصافيك ويستعمل هذا الزيت كمروخ لدهان الجلد وتسكين اللآلام الرثوية وأطلق على هذه المادة (بالإنجليزية: asalicylin)‏.

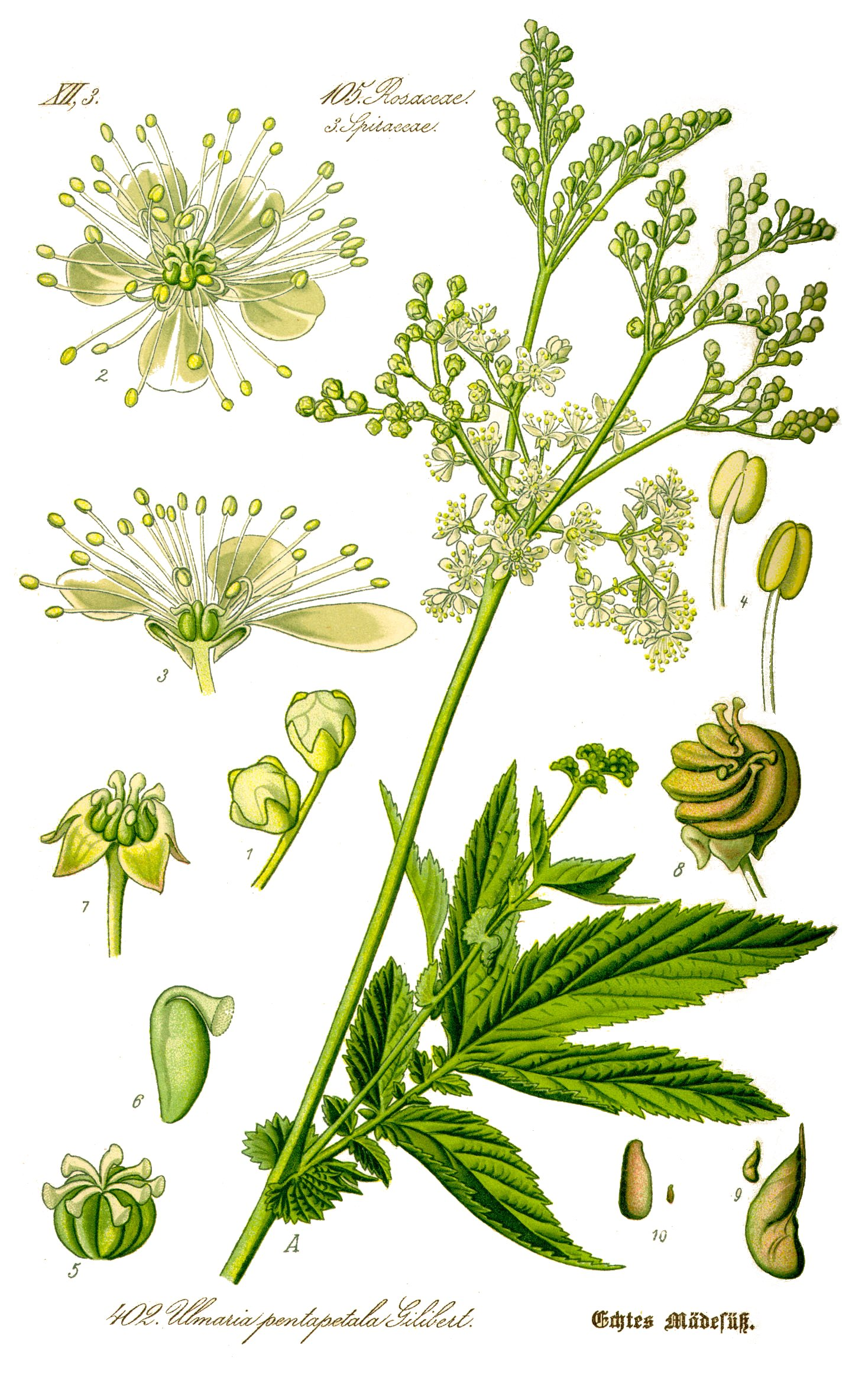
إكليلية المروج أحد مصادر الأسبيرين

في عام 1874 استطاع الصيدلي الألماني فردريك هايدن تحضير حامض الصفصافيك صناعيا بمصنع بدريسدن بألمانيا وهي أرخص من الصفصافين الطبيعي. فحضر مادة صفصافات الصوديوم التي تذوب في الماء وأقل حامضية من الصفصافين (حامض الصفصافيك). وهذه المادة الجديدة شاع استعمالها في تخفيف اللآلام الرثوية منذ عام 1876. إلا أن الأسبرين كحامض خلات الصفصافيك دخل عام 1899 ماراثون السباق في علاج اللآلام وتخفيض الحرارة بالحميات والصداع وأصبح دواء شعبيا بعدما اكتشف الصيدلي هوفمان طريقة تحضيره في معامل باير وأطلق عليه أسبرين حيث (ِِA) بالكلمة ترمز لمشتق (بالإنجليزية: Acetyl)‏ ومشتق (بالإنجليزية: spirin)‏ يرمز للكلمة الألمانية (بالألمانية: spirsaure) وهي المادة التي في زيت نبات حلوي المروج.
و يوجد خلاف حول مكتشف أو لمن يرجع تصنيعه أول مرة. ينسب البعض الفضل للكميائي الألماني يهودي الأصل
آرثر أيشغرين (بالألمانية: Arthur Eichengrün) الذي تم سجنه في معتقلات النازيين. وينسب آخرون الاكتشاف لهوفمان متهمين النازيين بعدم ذكر أيشغرين بسبب أصوله اليهودية.

## الأسبرين علاجا
يتميز الأسبرين بكونه مضادا للصداع والالتهابات ومسكن للآلام ومضاد للحمى في حالة الأمراض المعدية وضد تجلط الدم مما يجعله أكثر سيولة ويقي القلب من نوباته والموت الفجائي ولاسيما مرضى الذبحة الصدرية أو انسداد الشرايين والذين يعانون من الآلام الرثوية الحادة والمزمنة ومرضى الذئبة الحمراء الذين يعانون من احمرار الجلد. وعلى الأطباء وصف الأسبرين في هذه الحالات لكن بجرعات قليلة لأن له تأثيراته الجانبية من بينها الالتهابات بالمعدة.
ولابد من استعماله تحت إشراف طبي واع حتى لا يصاب المريض الذي يتعاطاه بالنزيف الدموي وفي حالات نادرة يصيب المريض بنزيف بالمخ. لهذا المرضى الذين يعانون من الحساسية للأسبرين أو مشتقات الصفصافات أو يعانون من الربو أو ضغط الدم المرتفع (غير المستقر أو المسيطر عليه) أو لديهم مرض بالكلى أو الكبد أو نزيف حاد على الطبيب المعالج الموازنة بين مواصلة استمرار المريض تناول هذه الأدوية السالسيلاتية أم لا. حتى لايتعرض مريضه للمخاطرة.
كما يجب عليه مراعاة أن الأسبرين لهُ تأثيره علي جسم المريض ككل وعلى أجهزته ووظائفها. والجرعات العالية منه يمكن أن تسبب فقدان السمع أو طنينا دائما بالأذن. وقد لا تظهر هذه الأعراض على مرضى القلب والشرايين الذين يتناولون كميات قليلة من الأسبرين.

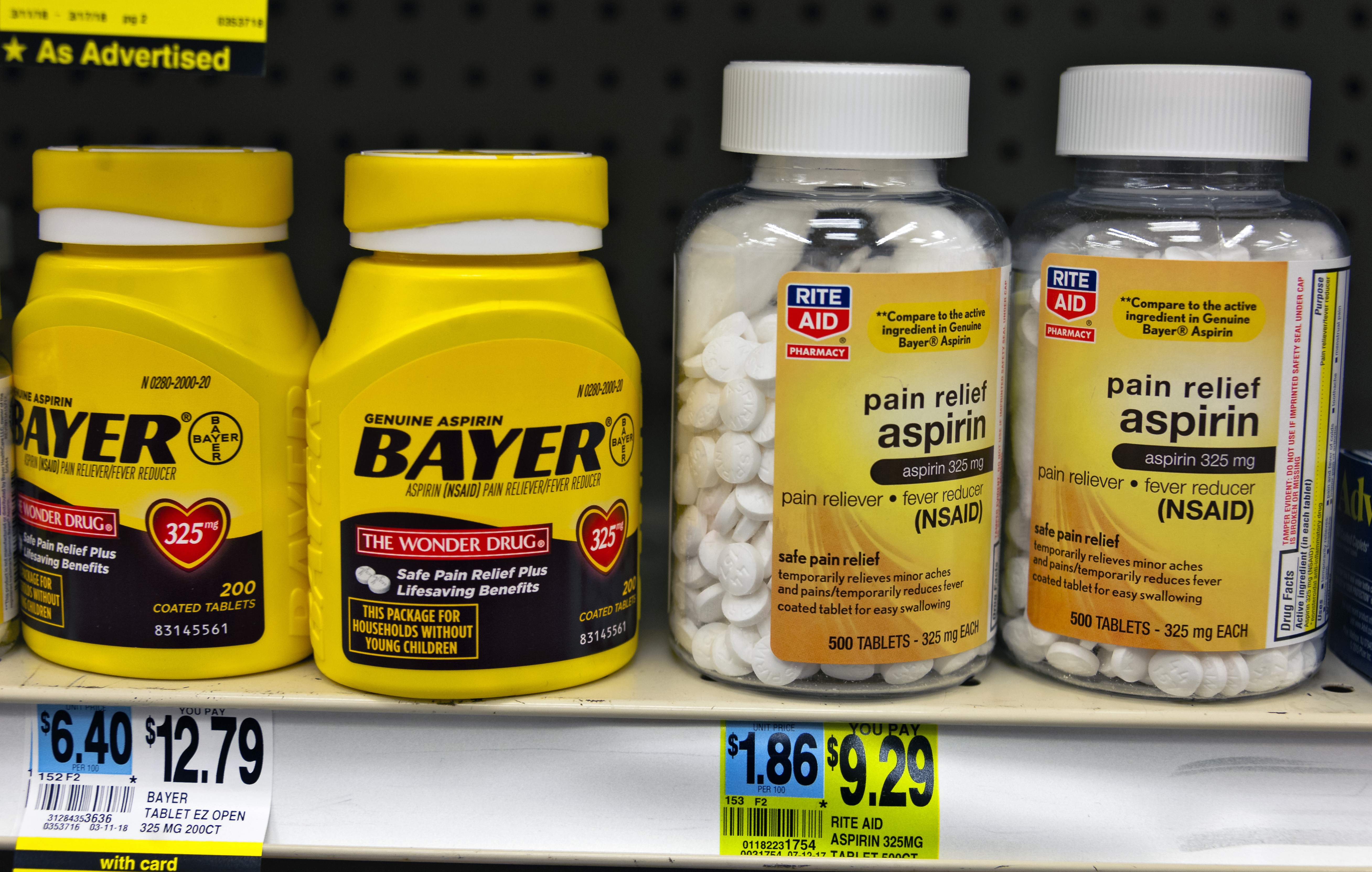
بيع الأسبرين في الولايات المتحدة.

ولقد نشرت جامعة هارفارد دراسة إكلينيكية بينت أن الكثيرين من مرضى الذبحة الصدرية أو الأزمات القلبية الحادة والمؤلمة يعانون من عدم وصول الدم لعضلة القلب. والمعرضون للجلطات الدماغية قد تم إنقاذ حياتهم عن طريق استعمال الأسبرين على نطاق واسع وأكثر مما هو متوقع. ففي حالة الأزمة القلبية الحادة فالأسبرين قد يعالجها عن طريق مضغ قرصين أسبرين. لأن المضغ يجعله يمتص بسرعة أكثر من ابتلاعه. لأنه في حالة الأزمة الحادة فإن الدقائق لها أهميتها على عضلة القلب. وكلما انتظرنا أطول وقتا كلما أصيب المريض بأضرار أكثر. وللوقاية يكفي قرص أسبرين أطفال يوميا أو نصف قرص أسبرين عادي.
بعض المضادات الحيوية كالستربتومايسين وجنتاميسين تسبب فقدان السمع لهذا يفضل تناول الأسبرين عند تعاطيها لمنع هذا الفقدان. فهذه المضادات الحيوية أكثر شيوعا في العالم لأنها تقضي على البكتريا المعدية المقاومة لغيرها من المضادات الحيوية. لأن هذه المضادات الحيوية تولد الجذور الحرة (الشاردة) مع الحديد في الجسم وهي جزيئات غير مستقرة تتلف الخلايا الحية ولا سيما آلاف الخلايا الشعرية الدقيقة بالأذن الداخلية مما يفقدها القدرة على تمييز الأصوات أو تسبب فقدانا دائما للسمع. فالأسبرين ومشتقات الصفصافات يمنعان تراكم هذه الجذور الحرة والضارة والتي تولدها المضادات الحيوية.
ولقد ثبت أن مرض السكري بالذات يسبب في زيادة إفراز مادة الثرومبكسان (بالإنجليزية: Thromboxane)‏ وهي تسبب تراكم الصفائح الدموية بالدم مما قد تسبب جلطة أو انسداد الأوعية الدموية القلبية. فتناول جرعات قليلة من الأسبرين تفيد من الإقلال من إفراز هذه المادة المجلطة للدم مما يقلل ظهور النوبات القلبية أو حدوثها. ولهذا قبل تناول الأسبرين يجب التأكد من عدم استعداد الشخص للنزيف الدموي لأن الأسبرين يؤخر تجلط الدم.

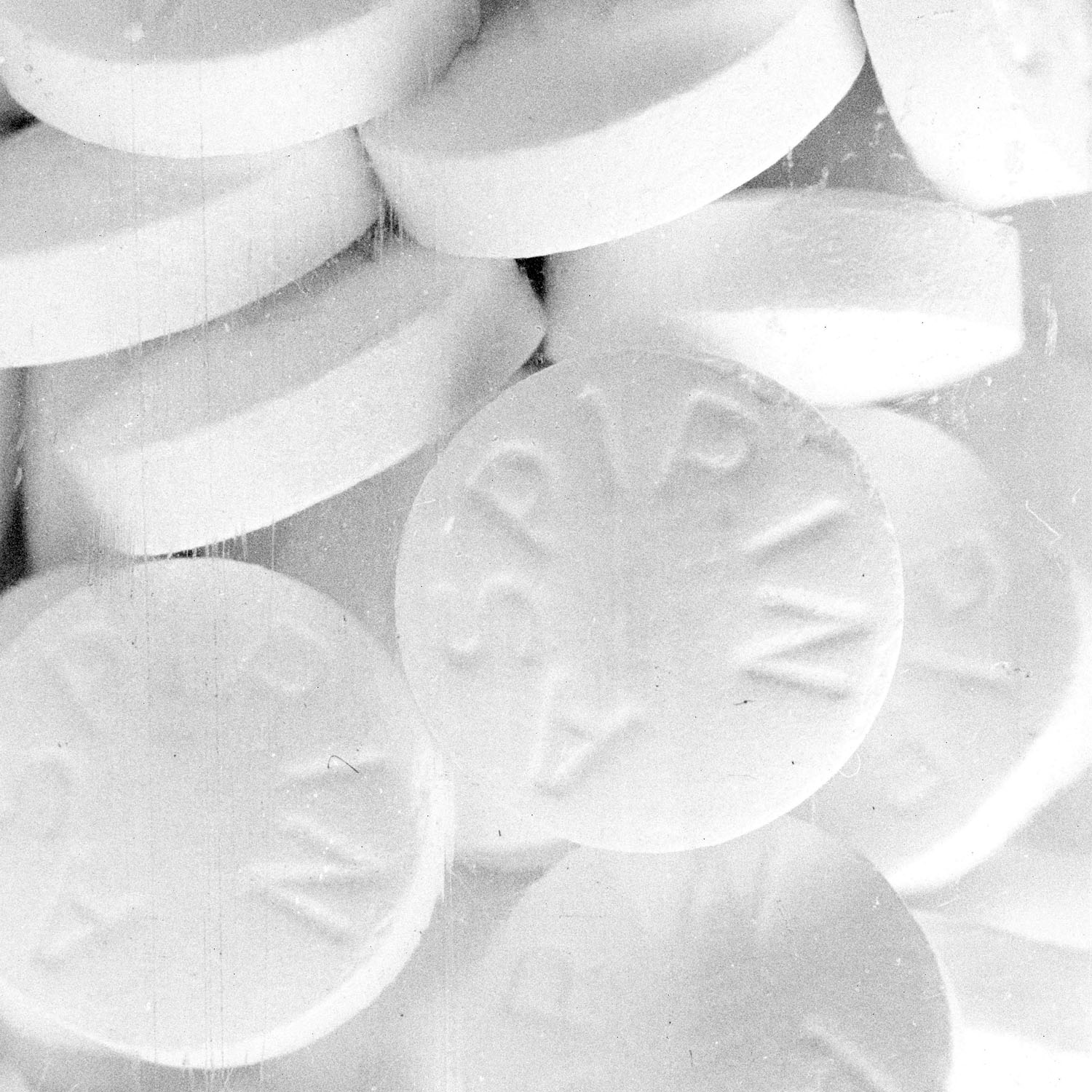
أقراص أسبرين غير مغلفة.

ولا يتناوله الأشخاص الذين يعانون من اضطرابات الجهاز الهضمي أو يعانون من القرحة المعدية أو قرحة الإثني عشر أو الذين سيجرون عملية جراحية. وجد أن الجرعات العالية من الأسبرين يكون مفعولها أقل في تسييل الدم، ووجد أن الأسبرين والأدوية غير الستيرويدية المانعة للالتهابات والآلام يمنعان السرطان ويقللان الأورام ولاسيما في حالة سرطان القولون والمريء والمعدة.
في مطلع الألفية الثالثة سيدخل الطب في عالم الأسبرين لأنه يسيطر على الالتهابات التي تسبب العديد من الأمراض مما يقللها لأنه يعطل عمل الإنزيم كوكس2(Cox 2) الذي يسبب الالتهابات والآلام. فزيادة هذا الإنزيم لها صلة بالتهابات المفاصل وأمراض القولون والسرطان ومرض الزهايمر. وقرص أسبرين واحد قبل النوم يفيد مرضى السكر لأنه ينشط البنكرياس لإفراز هرمون الأنسولين الذي يحول السكر لطاقة ويقلل مقاومة الخلايا وزيادة حساسيتها للإنسولين.
الأسبرين كذلك يفيد في سرطان القولون والشرج ويقلل الأورام بهما. لأنه ينشأ من (بالإنجليزية: Multiple polyps)‏ وهي عبارة عن زوائد من كتل نسيجية تبرز من بطانة العضو كالأنف والمثانة والمعدة ويمكنها سد الممرات التي تنمو بها. وسرطان الشرج والقولون لهُ صلة بمعدل زيادة البروستاجلاندينات بجداريهما التي تسبب ظهور هذا النوع من السرطان. والأسبرين يقلل من وجودها مع الجذور الحرة كمانع للأكسدة. فالذين يواظبون على تناول الأسبرين يوميا (4-6 قرص أسبوعيا) تقل لديهم فرصة ظهور هذا المرض. كما يقي من سرطان الثدي والمبيض والرحم.
في دراسة بمركز مايو كلينك وجد أن الأسبرين وأدوية الالتهابات الرثوية غير الستيرويدية تقي من سرطان البروستاتا. فقرص أسبرين واحد يوميا يكفي لو تناوله الشخص فوق سن الستين.
في مرض الزاهيمر. وجد أن التهابات المخ تؤدي للمرض. وثبت أن الذين يتناولون جرعات قليلة من الأسبرين للوقاية من أمراض الأوعية القلبية أو التهابات المفاصل أقل عرضة للإصابة بهذا المرض. وبهذا يحافظ الشيوخ على ذاكرتهم ومعرفتهم مع التقدم في العمر لو تناولوا الأسبرين بصفة مستمرة. والأسبرين والباراسيتامول والأدوية غير الستيرويدية المضادة لآلام الرثية كالإيبوبروفين تخفض الحرارة العالية بالجسم أثناء الحميات. لأنها تعمل على جزء من المخ الذي ينظم الحرارة. لأن المخ يرسل إشارات للأوعية الدموية لتتسع مما يجعل الحرارة تنخفض بسرعة في جسم المريض.

### الحمى
ترجع قدرة الأسبرين على التحكم في الحمى ترجع إلى تأثيره على نظام البروستاغلاندين من خلال تثبيطه الدائم لـ COX. على الرغم من أن استخدام الأسبرين كمضاد للحرارة عند البالغين أمر راسخ، إلا أن العديد من الجمعيات الطبية والهيئات التنظيمية، بما في ذلك الأكاديمية الأمريكية لأطباء الأسرة، والأكاديمية الأمريكية لطب الأطفال، وإدارة الغذاء والدواء، تنصح بشدة بعدم استخدام الأسبرين لعلاج الحمى في الأطفال بسبب خطر الإصابة بمتلازمة راي، وهو مرض نادر ولكنه غالبًا ما يكون مميتًا يرتبط باستخدام الأسبرين أو الساليسيلات الأخرى في الأطفال أثناء نوبات العدوى الفيروسية أو البكتيرية. بسبب خطر الإصابة بمتلازمة راي عند الأطفال، في عام 1986، طلبت إدارة الغذاء والدواء الأمريكية (FDA) وضع ملصقات على جميع الأدوية التي تحتوي على الأسبرين والتي ينصح بعدم استخدامها في الأطفال والمراهقين.

### الإلتهابات
يستخدم الأسبرين كعامل مضاد للالتهابات لكل من الالتهابات الحادة وطويلة الأمد، وكذلك لعلاج الأمراض الالتهابية، مثل التهاب المفاصل الروماتويدي.

### النوبات القلبية والسكتات الدماغية
يعتبر الأسبرين جزءًا مهمًا في علاج أولئك الذين أصيبوا بنوبة قلبية. بشكل عام لا ينصح باستخدامه بشكل روتيني من قبل الأشخاص الذين لا يعانون من مشاكل صحية أخرى، بما في ذلك أولئك الذين تزيد أعمارهم عن 70 عامًا.
بالنسبة للأشخاص الذين أصيبوا بالفعل بنوبة قلبية أو سكتة دماغية، فإن تناول الأسبرين يوميًا لمدة عامين منع 1 من كل 50 من الإصابة بمشكلة في القلب والأوعية الدموية (نوبة قلبية أو سكتة دماغية أو وفاة)، ولكنه تسبب أيضًا في حدوث مشاكل نزيف غير مميتة في 1 من 400 شخص. يبدو أن جرعة منخفضة من الأسبرين مفيدة للأشخاص الذين يقل وزنهم عن 70 كجم، في حين أن جرعة أعلى من الأسبرين مطلوبة لمن هم فوق 70 كجم. توصي فرقة العمل المعنية بالخدمات الوقائية بالولايات المتحدة (USPSTF)، اعتبارًا من عام 2016، بالبدء في استخدام جرعة منخفضة من الأسبرين للوقاية الأولية من أمراض القلب والأوعية الدموية وسرطان القولون لدى البالغين الذين تتراوح أعمارهم بين 50 و 59 عامًا والذين لديهم 10% أو أكثر من 10 سنوات من أمراض القلب والأوعية الدموية. خطر الإصابة بأمراض القلب والأوعية الدموية (CVD)، ليسوا في خطر متزايد للإصابة بالنزيف، ويبلغ متوسط العمر المتوقع 10 سنوات على الأقل، ولديهم الاستعداد لتناول جرعة منخفضة من الأسبرين يوميًا لمدة 10 سنوات على الأقل.
يقلل الأسبرين من خطر الإصابة باحتشاء عضلة القلب غير المميت ولكنه يزيد من خطر النزيف ولا يغير من خطر الوفاة الإجمالي في الأشخاص الذين ليس لديهم تاريخ سابق للإصابة بأمراض القلب. على مدار 5 سنوات على وجه التحديد، قلل من خطر الإصابة بأمراض القلب والأوعية الدموية بنسبة 1 في 265 وزاد من خطر النزيف بنسبة 1 في 210.
يبدو أن الأسبرين لا يقدم فائدة كبيرة لأولئك المعرضين لخطر أقل للإصابة بالنوبات القلبية أو السكتة الدماغية - على سبيل المثال، أولئك الذين ليس لديهم تاريخ من هذه الأحداث أو الذين يعانون من مرض موجود مسبقًا. توصي بعض الدراسات بتناول الأسبرين على أساس كل حالة على حدة، بينما اقترح البعض الآخر أن مخاطر الأحداث الأخرى، مثل النزيف المعدي المعوي، كانت كافية لتفوق أي فائدة محتملة، ويوصى بعدم استخدام الأسبرين للوقاية الأولية تماما. تم اقتراح الأسبرين أيضًا كعنصر من مكونات الحبة المتعددة للوقاية من أمراض القلب والأوعية الدموية. ما يعقد استخدام الأسبرين للوقاية هو ظاهرة مقاومة الأسبرين. بالنسبة للأشخاص المقاومين، تقل فعالية الأسبرين. اقترح بعض المؤلفين اختبار أنظمة لتحديد الأشخاص المقاومين للأسبرين.
بعد التدخلات التاجية عن طريق الجلد (PCIs)، مثل وضع دعامة للشريان التاجي، توصي الوكالة الأمريكية لأبحاث الرعاية الصحية والمبادئ التوجيهية للجودة بتناول الأسبرين إلى أجل غير مسمى. في كثير من الأحيان، يتم الجمع بين الأسبرين ومثبط مستقبلات ADP، مثل كلوبيدوغريل أو براسوغريل أو تيكاغريلور لمنع تجلط الدم. وهذا ما يسمى العلاج الثنائي المضاد للصفيحات (DAPT). تختلف إرشادات الولايات المتحدة والاتحاد الأوروبي إلى حد ما حول المدة، ولأي مؤشرات يجب أن يستمر هذا العلاج المشترك بعد الجراحة. توصي الإرشادات الأمريكية بـ DAPT لمدة 12 شهرًا على الأقل، بينما توصي إرشادات الاتحاد الأوروبي بـ DAPT لمدة 6-12 شهرًا بعد وضع الدعامة الممتلئة بالأدوية. ومع ذلك، فقد وافقوا على استمرار الأسبرين إلى أجل غير مسمى بعد اكتمال DAPT.

### الوقاية من السرطان
يُعتقد أن الأسبرين يقلل من خطر الإصابة بالسرطان والموت من السرطان. هذا التأثير مفيد بشكل خاص لسرطان القولون والمستقيم (CRC)) ولكن يجب أن يؤخذ لمدة 10-20 سنة على الأقل لرؤية هذه الفائدة. كما أنه قد يقلل بشكل طفيف من خطر الإصابة بسرطان بطانة الرحم وسرطان الثدي وسرطان البروستاتا. يستنتج البعض أن الفوائد أكبر من المخاطر الناجمة عن النزيف لدى المعرضين للخطر المتوسط. البعض الآخر غير واضح ما إذا كانت الفوائد أكبر من المخاطر. وبالنظر إلى حالة عدم اليقين هذه، فإن المبادئ التوجيهية لفريق عمل الخدمات الوقائية بالولايات المتحدة (USPSTF) لعام 2007 حول هذا الموضوع أوصت بعدم استخدام الأسبرين للوقاية من CRC في الأشخاص ذوي المخاطر المتوسطة. بعد تسع سنوات، أصدر USPSTF توصية من الدرجة B لاستخدام جرعة منخفضة من الأسبرين (75 إلى 100 مجم / يوم) «للوقاية الأولية من أمراض القلب والأوعية الدموية و CRC في البالغين الذين تتراوح أعمارهم بين 50 و 59 عامًا والذين لديهم خطر الإصابة بأمراض القلب والأوعية الدموية بنسبة 10% أو أكثر لمدة 10 سنوات، وليسوا في خطر متزايد للإصابة بالنزيف، ولديهم متوسط عمر متوقع لا يقل عن 10 سنوات، ومستعدون لتناول جرعة منخفضة من الأسبرين يوميًا لمدة 10 سنوات على الأقل».
وجد تحليل تلوي خلال عام 2019 أن الأسبرين يقلل من خطر الإصابة بسرطان القولون والمستقيم والمريء والمعدة.

### استخدامات أخرى
الأسبرين هو علاج الخط الأول للحمى وأعراض آلام المفاصل للحمى الروماتيزمية الحادة. غالبًا ما يستمر العلاج لمدة أسبوع إلى أسبوعين، ونادرًا ما يتم وصفه لفترات أطول. بعد انحسار الحمى والألم، لم يعد الأسبرين ضروريًا، لأنه لا يقلل من حدوث مضاعفات القلب وأمراض القلب الروماتيزمية المتبقية. لقد ثبت أن نابروكسين فعال مثل الأسبرين وأقل سمية، ولكن نظرًا للتجربة السريرية المحدودة، يوصى باستخدام النابروكسين فقط كخط علاج ثانٍ. إلى جانب الحمى الروماتيزمية، يظل مرض كاواساكي أحد المؤشرات القليلة لاستخدام الأسبرين في الأطفال على الرغم من عدم وجود أدلة عالية الجودة على فعاليته. مكملات الأسبرين بجرعة منخفضة لها فوائد معتدلة عند استخدامها للوقاية من تسمم الحمل. تكون هذه الفائدة أكبر عند البدء في الحمل المبكر. لا يوجد دليل على أن الأسبرين يقي من الخرف.

### مقاومة
ليس للأسبرين تأثير قوي على الصفائح الدموية لبعض الأشخاص كما هو الحال بالنسبة للآخرين، وهو تأثير يُعرف باسم مقاومة الأسبرين أو عدم الحساسية. أشارت إحدى الدراسات إلى أن النساء أكثر عرضة للمقاومة من الرجال، ووجدت دراسة إجمالية مختلفة شملت 2930 شخصًا أن 28% منهم مقاومون. وجدت دراسة أجريت على 100 شخص إيطالي، أنه من بين 31% من الأشخاص الذين يبدو أنهم مقاومة للأسبرين، كان 5% منهم فقط مقاومًا حقًا، والآخرون غير متوافقين. وجدت دراسة أخرى أُجريت على 400 متطوع سليم عدم وجود أشخاص لديهم مقاومة حقيقية، ولكن البعض لديهم «مقاومة كاذبة، مما يعكس تأخر امتصاص الدواء وانخفاضه».
خلصت المراجعات المنهجية إلى أن مقاومة الأسبرين المؤكدة مختبريًا تمنح معدلات متزايدة من النتائج السيئة في أمراض القلب والأوعية الدموية والأوعية الدموية العصبية. على الرغم من أن غالبية الأبحاث التي أجريت حول أمراض القلب والأوعية الدموية والأوعية الدموية العصبية، إلا أن هناك أبحاثًا ناشئة حول مخاطر مقاومة الأسبرين بعد جراحة العظام حيث يتم استخدام الأسبرين للوقاية من الجلطات الدموية الوريدية. تعتبر مقاومة الأسبرين في جراحة العظام، وتحديداً بعد رأب مفصل الورك والركبة، ذات أهمية لأن عوامل الخطر لمقاومة الأسبرين هي أيضًا عوامل خطر للجلطات الدموية الوريدية وهشاشة العظام؛ عقابيل تتطلب تقويم مفصل الورك أو الركبة. تتضمن بعض عوامل الخطر هذه السمنة، تقدم العمر، داء السكري، دسليبيدميا والأمراض الالتهابية. ومع ذلك، على عكس أمراض القلب والأوعية الدموية والأوعية الدموية العصبية، لا يوجد تأكيد على معدلات الإصابة بمقاومة الأسبرين في جراحة العظام، ولا يوجد تأكيد على الآثار السريرية.

### الطب البيطري
يستخدم الأسبرين أحيانًا في الطب البيطري كمضاد للتخثر أو لتخفيف الألم المصاحب لالتهاب العضلات والعظام أو التهاب المفاصل. يجب إعطاء الأسبرين للحيوانات فقط تحت الإشراف المباشر للطبيب البيطري، لأن الآثار الضارة - بما في ذلك مشاكل الجهاز الهضمي - شائعة. قد تؤدي جرعة زائدة من الأسبرين في أي نوع إلى تسمم الساليسيلات الذي يتميز بالنزيف والنوبات المرضية والغيبوبة وحتى الموت. الكلاب أكثر قدرة على تحمل الأسبرين من القطط. تستقلب القطط الأسبرين ببطء لأنها تفتقر إلى اقتران الجلوكورونيد الذي يساعد في إفراز الأسبرين، مما يجعله سامًا إذا لم يتم توزيع الجرعات بشكل صحيح. لم تحدث أي علامات سريرية للتسمم عندما أعطيت القطط 25 مجم / كجم من الأسبرين كل 48 ساعة لمدة 4 أسابيع، لكن الجرعة الموصى بها لتخفيف الألم والحمى وعلاج أمراض تخثر الدم في القطط هي 10 مجم / كجم لكل 48 ساعة للسماح بعملية التمثيل الغذائي.

## الجرعات

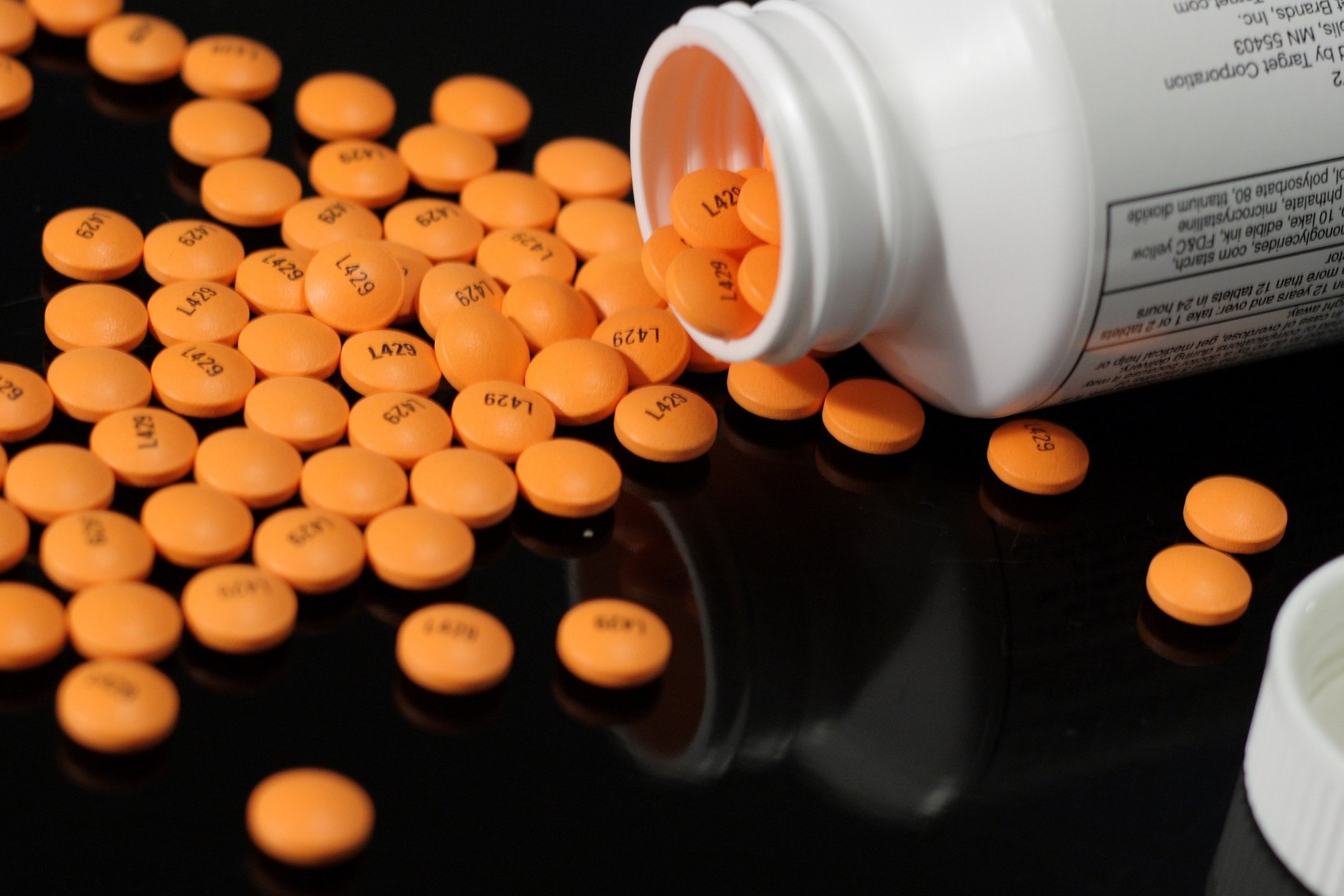
أقراص أسبرين مغلفة 325 مللي جرام(5حبات).

تُنتج أقراص الأسبرين للبالغين بأحجام قياسية، والتي تختلف قليلاً من بلد إلى آخر، على سبيل المثال 300 مجم في بريطانيا و 325 مجم (أو 5 حبوب) في الولايات المتحدة. تعتمد الجرعات الصغيرة على هذه المعايير، على سبيل المثال، أقراص 75 مجم و 81 مجم. يُطلق على الأقراص التي يبلغ وزنها 81 ملليجرام (1 1⁄4 حبة) اسم «أسبرين الأطفال» أو «قوة الطفل»، لأنها كانت في الأصل - ولكن لم تعد - مخصصة لإعطائها للرضع والأطفال. لا توجد أهمية طبية بسبب الاختلاف الطفيف في الجرعة بين 75 ملغ و 81 ملغ. يبدو أن الجرعة المطلوبة للاستفادة تعتمد على وزن الشخص. بالنسبة لأولئك الذين يقل وزنهم عن 70 كجم (154 رطلاً)، فإن الجرعة المنخفضة فعالة في الوقاية من أمراض القلب والأوعية الدموية؛ للمرضى فوق هذا الوزن، هناك حاجة لجرعات أعلى.
بشكل عام، بالنسبة للبالغين، تؤخذ الجرعات أربع مرات في اليوم للحمى أو التهاب المفاصل، بجرعات تقترب من الحد الأقصى للجرعة اليومية المستخدمة تاريخيًا في علاج الحمى الروماتيزمية. للوقاية من احتشاء عضلة القلب لدى شخص مصاب بمرض الشريان التاجي الموثق أو المشتبه به، يتم تناول جرعات أقل بكثير مرة واحدة يوميًا.

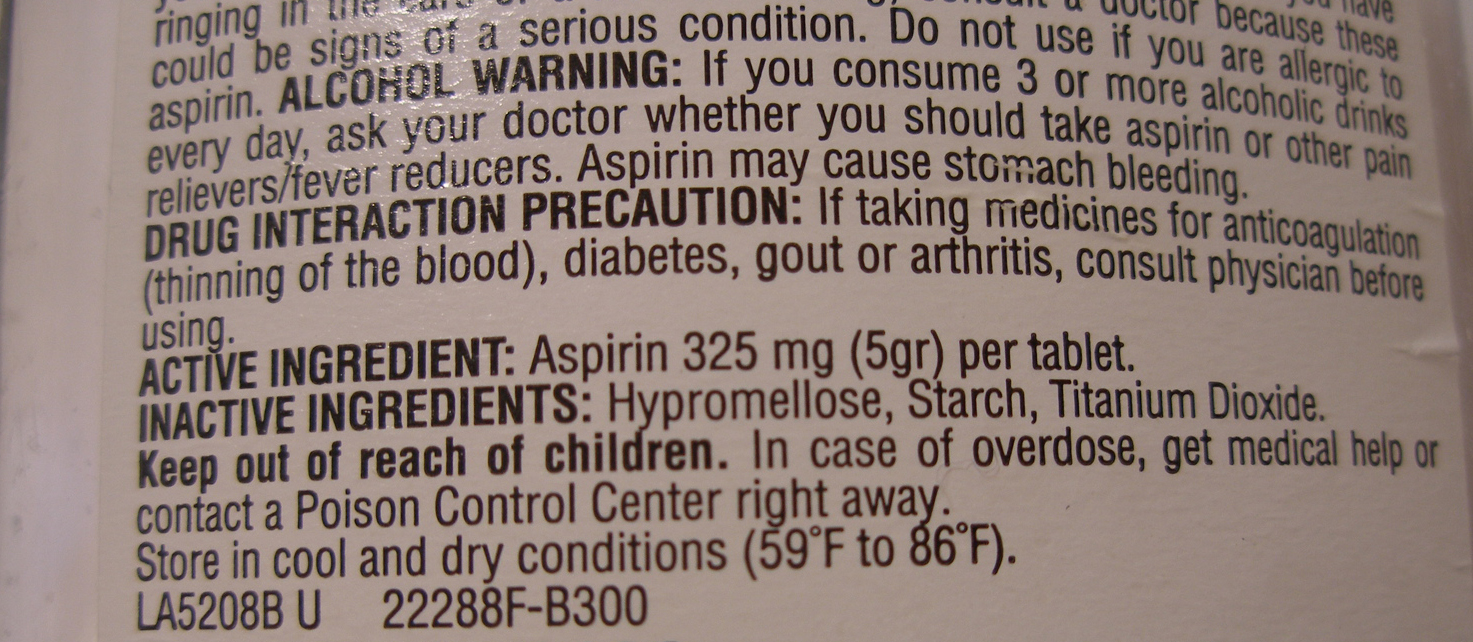
يشير ملصق الاستخدام الموجود علي زجاجة الأسبرين أن الجرعة 325 مللي جرام.

توصيات مارس 2009 الصادرة عن USPSTF بشأن استخدام الأسبرين للوقاية الأولية من أمراض القلب التاجية تشجع الرجال الذين تتراوح أعمارهم بين 45-79 والنساء الذين تتراوح أعمارهم بين 55 و 79 عامًا على استخدام الأسبرين عندما تفوق الفائدة المحتملة لتقليل احتشاء عضلة القلب للرجال أو السكتة الدماغية للنساء الضرر المحتمل لزيادة نزيف الجهاز الهضمي.
قالت دراسة WHI أن الجرعات المنخفضة المنتظمة (75 أو 81 مجم) من الأسبرين للإناث تقل مخاطر الوفاة بسبب أمراض القلب والأوعية الدموية بنسبة 25% و 14% أقل خطر الموت من أي سبب. ارتبط استخدام الأسبرين بجرعة منخفضة أيضًا مع الاتجاه نحو تقليل مخاطر الإصابة بأمراض القلب والأوعية الدموية، وقد تؤدي جرعات الأسبرين المنخفضة (75 أو 81 مجم / يوم) إلى تحسين الفعالية والأمان للأشخاص الذين يحتاجون إلى الأسبرين للوقاية على المدى الطويل.
يتم تناول الأسبرين بجرعات بناءً على وزن الجسم في الأطفال المصابين بمرض كاواساكي، مبدئيًا أربع مرات في اليوم لمدة تصل إلى أسبوعين ثم بجرعة أقل مرة واحدة يوميًا لمدة ستة إلى ثمانية أسابيع أخرى.
و هناك قواعد خاصة لتعاطي الأسبرين من بينها:
- لا يؤخذ على معدة خاوية.
- لا يؤخذ مع خمور.
- لا تتعدى الجرعة اليومية 4 جرام.
- يراعى عدم تناول الأطفال له في تخفيض الحرارة المرتفعة أثناء الحمى والعدوى. لهذا توضع تحذيرات على علبه بعدم إعطائه لهم إلا بوصفة طبية لخطورته البالغة عليهم حتى ولو كان أسبرين الأطفال.
- الاحتراس من تناوله لمرضى الربو والكلى والكبد أو القرحة المعدية أو الذين يعانون من النزيف.
- الأسبرين لو تناوله المريض فقد يعطي نتائج زائفة عند تحليل السكر بالبول.

## آثار جانبية
طلبت إدارة الغذاء والدواء الأمريكية (FDA)في أكتوبر 2020 تحديث ملصق الدواء لجميع الأدوية المضادة للالتهابات غير الستيرويدية لوصف خطر حدوث مشاكل في الكلى عند الأجنة والتي تؤدي إلى انخفاض السائل الأمنيوسي. يوصون بتجنب مضادات الالتهاب غير الستيروئيدية عند النساء الحوامل في الأسبوع 20 أو بعد ذلك من الحمل. استثناء واحد للتوصية هو استخدام جرعة منخفضة من الأسبرين 81 ملغ في أي مرحلة من الحمل تحت إشراف أخصائي الرعاية الصحية.

### الموانع
لا ينبغي تناول الأسبرين من قبل الأشخاص الذين لديهم حساسية تجاه الإيبوبروفين أو النابروكسين، أو الذين يعانون من حساسية الساليسيلات أو الذين يعانون من عدم تحمل الأدوية بشكل عام تجاه مضادات الالتهاب غير الستيروئيدية، ويجب توخي الحذر عند المصابين بالربو أو التشنج القصبي المترسب NSAID. نظرًا لتأثيره على بطانة المعدة، يوصي المصنعون الأشخاص الذين يعانون من القرحة الهضمية أو السكري الخفيف أو التهاب المعدة بطلب المشورة الطبية قبل استخدام الأسبرين. حتى في حالة عدم وجود أي من هذه الحالات، فإن خطر حدوث نزيف في المعدة يزداد عند تناول الأسبرين مع الكحول أو الوارفارين. يجب ألا يتناول الأشخاص المصابون بالهيموفيليا أو نزيف الدم الآخر الأسبرين أو الساليسيلات الأخرى. من المعروف أن الأسبرين يسبب فقر الدم الانحلالي لدى الأشخاص المصابين بالمرض الوراثي ونقص الجلوكوز 6 فوسفات ديهيدروجينيز، خاصة عند الجرعات الكبيرة اعتمادًا على شدة المرض. لا ينصح باستخدام الأسبرين أثناء الإصابة بحمى الضنك بسبب زيادة قابلية النزيف. يجب على الأشخاص المصابين بأمراض الكلى أو فرط حمض يوريك الدم أو النقرس عدم تناول الأسبرين لأنه يثبط قدرة الكلى على إفراز حمض البوليك، وبالتالي قد يؤدي إلى تفاقم هذه الحالات. لا ينبغي إعطاء الأسبرين للأطفال أو المراهقين للسيطرة على أعراض البرد أو الأنفلونزا، لأن هذا مرتبط بمتلازمة راي.

### الجهاز الهضمي

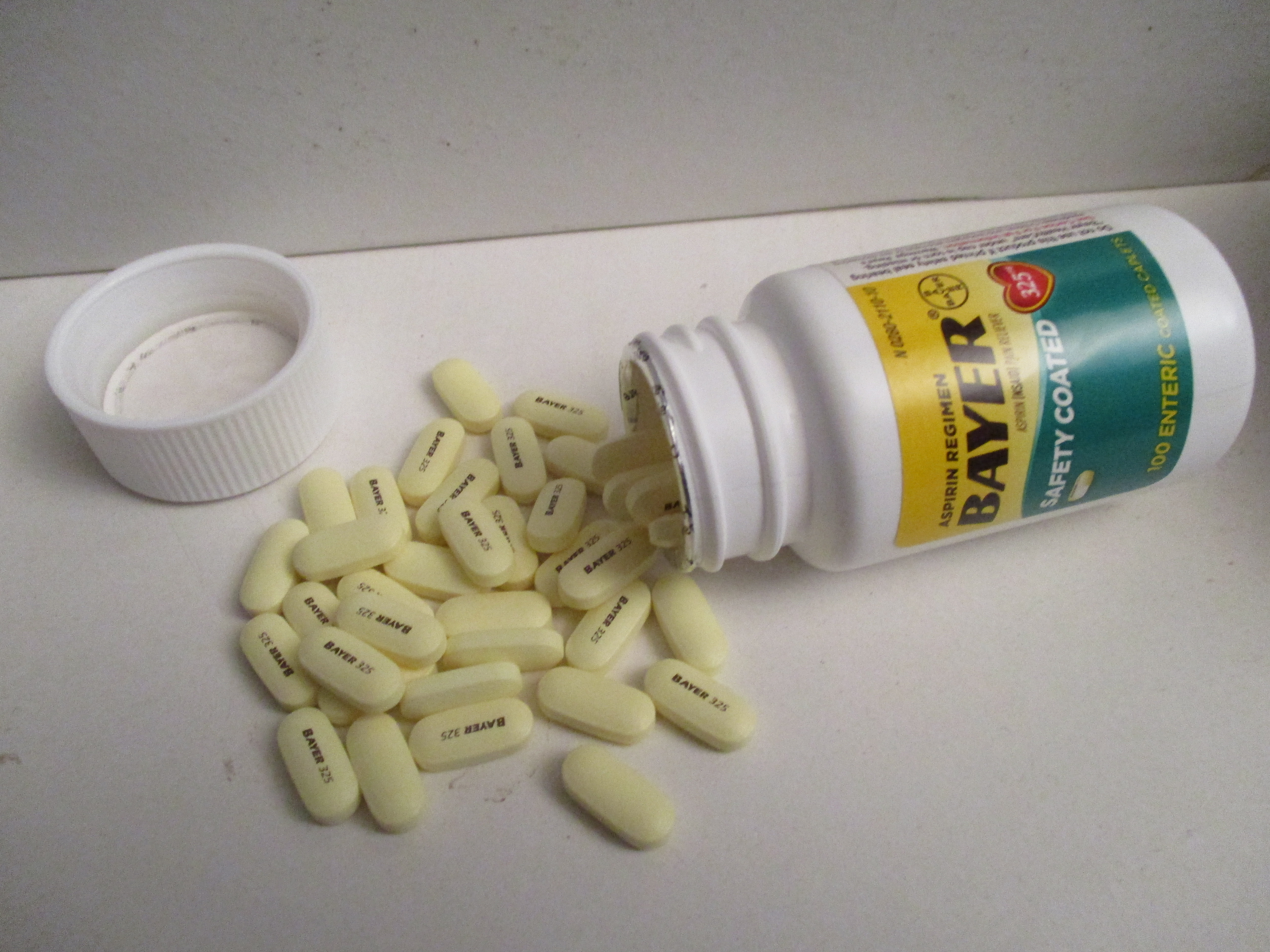
أقراص أسبرين 325 مجم مغلفة للمعدة.

ثبت أن استخدام الأسبرين يزيد من خطر الإصابة بالنزيف المعدي المعوي. على الرغم من الإعلان عن بعض تركيبات الأسبرين المغلفة المعوية بأنها «لطيفة على المعدة»، في إحدى الدراسات، لا يبدو أن الغلاف المعوي يقلل من هذه المخاطر. كما ثبت أن الجمع بين الأسبرين ومضادات الالتهاب غير الستيروئيدية الأخرى يزيد من هذا الخطر. يزيد استخدام الأسبرين مع عقار كلوبيدوغريل أو الوارفارين أيضًا من خطر حدوث نزيف في الجهاز الهضمي العلوي. يؤدي حصار الأسبرين لـ COX-1 على ما يبدو إلى زيادة تنظيم COX-2 كجزء من دفاع المعدة وأن تناول مثبطات COX-2 بالتزامن مع الأسبرين يزيد من تآكل الغشاء المخاطي في المعدة. لذلك، يجب توخي الحذر عند الجمع بين الأسبرين مع أي مكملات «طبيعية» مع خصائص تثبيط COX-2، مثل مستخلصات الثوم، الكركمين، التوت، لحاء الصنوبر، الجنكة، زيت السمك، ريسفيراترول، جينيستين، كيرسيتين، ريزورسينول، وغيرها. بالإضافة إلى الطلاء المعوي، فإن «التخزين المؤقت» هو الطريقة الرئيسية الأخرى التي استخدمتها الشركات لمحاولة التخفيف من مشكلة نزيف الجهاز الهضمي. تهدف عوامل التخزين المؤقت إلى العمل عن طريق منع الأسبرين من التركيز في جدران المعدة، على الرغم من أن فوائد الأسبرين المخزن متنازع عليها. يمكن استخدام أي عامل مؤقت يستخدم في مضادات الحموضة تقريبًا؛ يستخدم Bufferin، على سبيل المثال، أكسيد المغنيسيوم. المستحضرات الأخرى تستخدم كربونات الكالسيوم. تم التحقيق في تناوله مع فيتامين سي كوسيلة لحماية بطانة المعدة. قد يؤدي تناول جرعات متساوية من فيتامين سي والأسبرين إلى تقليل مقدار تلف المعدة الذي يحدث مقارنةً بتناول الأسبرين وحده.

### انسداد الوريد الشبكي
من المعتاد انتشار الأسبرين بين أخصائيي العيون (أطباء العيون) كدواء إضافي للمرضى الذين يعانون من انسداد الوريد الشبكي (RVO)، مثل انسداد الوريد الشبكي المركزي (CRVO) وانسداد الوريد الشبكي الفرعي (BRVO). سبب هذا الاستخدام الواسع هو الدليل على فعاليته المثبتة في الاضطرابات الوريدية الجهازية الرئيسية، وقد افترض أنه قد يكون مفيدًا بالمثل في أنواع مختلفة من انسداد الوريد الشبكي. ومع ذلك، أظهر تحقيق واسع النطاق استنادًا إلى بيانات ما يقرب من 700 مريض "أن الأسبرين أو غيره من العوامل المضادة للصفيحات أو مضادات التخثر تؤثر سلبًا على النتيجة البصرية لدى مرضى CRVO و hemi-CRVO، دون أي دليل على تأثير وقائي أو مفيد.أوصت العديد من مجموعات الخبراء، بما في ذلك الكلية الملكية لأطباء العيون، بعدم استخدام الأدوية المضادة للتخثر (بما في ذلك الأسبرين) لمرضى RVO.

### التأثيرات المركزية
الجرعات الكبيرة من الساليسيلات، أحد مستقلب الأسبرين، تسبب طنينًا مؤقتًا (طنينًا في الأذنين) بناءً على التجارب التي أُجريت على الجرذان، من خلال التأثير على حمض الأراكيدونيك ومستقبلات NMDA.

### متلازمة راي
يمكن أن تحدث متلازمة راي، وهي مرض نادر ولكنه شديد يتميز بالاعتلال الدماغي الحاد والكبد الدهني، عندما يتم إعطاء الأطفال أو المراهقين الأسبرين بسبب الحمى أو أي مرض أو عدوى أخرى. من عام 1981 إلى عام 1997، تم الإبلاغ عن 1207 حالة من حالات متلازمة راي في الأشخاص الذين تقل أعمارهم عن 18 عامًا إلى المراكز الأمريكية لمكافحة الأمراض والوقاية منها. من بين هؤلاء، أفاد 93% بأنهم أصيبوا بالمرض في الأسابيع الثلاثة التي سبقت ظهور متلازمة راي، والأكثر شيوعًا مع عدوى الجهاز التنفسي أو الجدري أو الإسهال كانت الساليسيلات قابلة للاكتشاف في 81.9% من الأطفال الذين تم الإبلاغ عن نتائج الاختبار لهم. بعد الإبلاغ عن الارتباط بين متلازمة راي والأسبرين، وتنفيذ تدابير السلامة لمنعه (بما في ذلك تحذير الجراح العام، والتغييرات في وضع العلامات على الأدوية المحتوية على الأسبرين)، انخفض الأسبرين الذي يتناوله الأطفال بشكل كبير في الولايات المتحدة، حيث هل عدد الحالات المبلغ عنها لمتلازمة راي؛ تم العثور على انخفاض مماثل في المملكة المتحدة بعد إصدار تحذيرات من استخدام الأسبرين للأطفال. توصي إدارة الغذاء والدواء الأمريكية الآن بعدم إعطاء الأسبرين (أو المنتجات التي تحتوي على الأسبرين) لأي شخص يقل عمره عن 12 عامًا مصابًا بالحمى، وتوصي الخدمة الصحية الوطنية بالمملكة المتحدة الأطفال الذين تقل أعمارهم عن 16 عامًا لا ينبغي تناول الأسبرين إلا بناءً على نصيحة الطبيب.

### الجلد
بالنسبة لعدد قليل من الأشخاص، يمكن أن يؤدي تناول الأسبرين إلى ظهور أعراض تشمل خلايا النحل والتورم والصداع. يمكن أن يؤدي الأسبرين إلى تفاقم الأعراض بين المصابين بالشرى المزمن أو خلق أعراض حادة للشرى. يمكن أن تكون هذه الاستجابات ناتجة عن تفاعلات حساسية تجاه الأسبرين، أو في أغلب الأحيان بسبب تأثيره في تثبيط إنزيم COX-1. قد ترتبط تفاعلات الجلد أيضًا بموانع جهازية، تظهر مع تشنج قصبي مترسب بمضادات الالتهاب غير الستيروئيدية، أو أولئك الذين يعانون من التأتب.
قد يؤخر الأسبرين ومضادات الالتهاب غير الستيروئيدية الأخرى، مثل الإيبوبروفين، التئام الجروح الجلدية. ومع ذلك، قد يساعد الأسبرين في التئام قرح الساق الوريدية التي لم تلتئم بعد العلاج المعتاد.

### الآثار الضارة الأخرى
يمكن أن يتسبب الأسبرين في تورم أنسجة الجلد لدى بعض الأشخاص. في إحدى الدراسات، ظهرت الوذمة الوعائية بعد ساعة إلى ست ساعات من تناول الأسبرين لدى بعض الأشخاص. ومع ذلك، عندما يؤخذ الأسبرين بمفرده، فإنه لا يسبب وذمة وعائية لدى هؤلاء الأشخاص؛ تم تناول الأسبرين مع دواء آخر يسببه مضادات الالتهاب غير الستيروئيدية عند ظهور الوذمة الوعائية.
يتسبب الأسبرين في زيادة خطر الإصابة بالنزيف الدماغي الدقيق الذي يظهر في فحوصات التصوير بالرنين المغناطيسي من 5 إلى 10 ملم أو أصغر، والبقع الداكنة (الثقوب الداكنة). مثل هذه النزيفات الدقيقة الدماغية مهمة، لأنها تحدث غالبًا قبل السكتة الدماغية الإقفارية أو النزف داخل المخ، ومرض بينسوانجر، ومرض الزهايمر. قدرت دراسة أجريت على مجموعة بجرعة متوسطة من الأسبرين مقدارها 270 ملغ في اليوم أن متوسط زيادة المخاطر المطلقة في النزف داخل المخ (ICH) يبلغ 12 حدثًا لكل 10000 شخص. في المقابل، كان الحد التقديري المطلق للمخاطر في احتشاء عضلة القلب 137 حدثًا لكل 10000 شخص، وانخفاض 39 حالة لكل 10000 شخص مصاب بالسكتة الدماغية. في الحالات التي حدث فيها النزف ICH بالفعل، يؤدي استخدام الأسبرين إلى معدل وفيات أعلى، حيث تؤدي جرعة تبلغ حوالي 250 ملغ يوميًا إلى خطر نسبي للوفاة في غضون ثلاثة أشهر بعد النزيف ICH بحوالي 2.5 (فاصل الثقة 95% 1.3 إلى 4.6).
يمكن أن يتسبب الأسبرين ومضادات الالتهاب غير الستيروئيدية الأخرى في ارتفاع مستويات البوتاسيوم في الدم بشكل غير طبيعي عن طريق إحداث حالة نقص هرمون الألدوستيرون الناقص في الدم عن طريق تثبيط تخليق البروستاجلاندين؛ ومع ذلك، فإن هذه العوامل لا تسبب عادة فرط بوتاسيوم الدم من تلقاء نفسها في وضع وظائف الكلى الطبيعية.
يمكن أن يسبب الأسبرين نزيفًا مطولًا بعد العمليات لمدة تصل إلى 10 أيام. في إحدى الدراسات، احتاج 30 من 6499 شخصًا خضعوا لعملية جراحية اختيارية إلى إعادة الجراحة للسيطرة على النزيف. كان عشرون منهم يعانون من نزيف منتشر و 10 أصيبوا بنزيف من موقع. كان النزيف المنتشر، وليس المنفصل، مرتبطًا باستخدام الأسبرين قبل الجراحة بمفرده أو بالاشتراك مع مضادات الالتهاب غير الستيروئيدية الأخرى في 19 من 20 شخصًا ينزفون بشكل منتشر.
شددت إدارة الغذاء والدواء الأمريكية (FDA) التحذيرات من زيادة النوبات القلبية ومخاطر السكتة الدماغية المرتبطة بالعقاقير المضادة للالتهابات (NSAID) في 9 يوليو 2015. الأسبرين هو أحد مضادات الالتهاب غير الستيروئيدية ولكنه لا يتأثر بالتحذيرات الجديدة.

### جرعة مفرطة
يمكن أن تكون جرعة زائدة من الأسبرين حادة أو مزمنة. في حالات التسمم الحاد، يتم أخذ جرعة كبيرة واحدة؛ في حالات التسمم المزمن، يتم تناول جرعات أعلى من المعتاد على مدى فترة من الزمن. الجرعة الزائدة الحادة لها معدل وفيات 2٪. الجرعة الزائدة المزمنة هي الأكثر شيوعًا للوفاة، حيث يبلغ معدل الوفيات 25٪؛ قد تكون الجرعة الزائدة المزمنة شديدة بشكل خاص عند الأطفال. تتم إدارة السمية بعدد من العلاجات المحتملة، بما في ذلك الفحم المنشط، وسكر العنب عن طريق الوريد، ومحلول ملحي عادي، وبيكربونات الصوديوم، وغسيل الكلى. عادة ما يتضمن تشخيص التسمم قياس ساليسيلات البلازما، المستقلب النشط للأسبرين، عن طريق طرق قياس الطيف الضوئي الآلي. تتراوح مستويات الساليسيلات في البلازما بشكل عام من 30 - 100 مجم / لتر بعد الجرعات العلاجية المعتادة، 50 - 300 مجم / لتر في الأشخاص الذين يتناولون جرعات عالية و 700 - 1400 مجم / لتر بعد الجرعة الزائدة الحادة. كما يتم إنتاج الساليسيلات نتيجة التعرض لساليسيلات البزموت، وساليسيلات الميثيل، وساليسيلات الصوديوم.

### التفاعلات
عُرف أن الأسبرين يتفاعل مع أدوية أخرى. على سبيل المثال، من المعروف أن الأسيتازولاميد وكلوريد الأمونيوم يعززان التأثير المسكر للساليسيلات، كما أن الكحول يزيد من نزيف الجهاز الهضمي المرتبط بهذه الأنواع من الأدوية. من المعروف أن الأسبرين يحل محل عدد من الأدوية من مواقع الارتباط بالبروتين في الدم، بما في ذلك الأدوية المضادة لمرض السكر تولبوتاميد وكلوربروباميد، وارفارين، وميثوتريكسات، وفينيتوين، وبروبينسيد، وحمض الفالبرويك (بالإضافة إلى التداخل مع أكسدة بيتا، وهو جزء مهم من فالبروات. التمثيل الغذائي)، ومضادات الالتهاب غير الستيروئيدية الأخرى. قد تقلل الكورتيكوستيرويدات أيضًا من تركيز الأسبرين. يمكن أن ينفي الإيبوبروفين التأثير المضاد للصفيحات للأسبرين المستخدم في حماية القلب والوقاية من السكتة الدماغية. يمكن تقليل النشاط الدوائي للسبيرونولاكتون عن طريق تناول الأسبرين، ومن المعروف أنه يتنافس مع البنسلين جي على إفراز الأنبوب الكلوي. قد يمنع الأسبرين أيضًا امتصاص فيتامين سي.

### الجلطات الدماغية الخفيفة
تحدث الجلطة الدماغية الخفيفة (نوبات فقر الدم المؤقتة أو الجلطات الصغيرة) عند توقف تدفق الدم إلى المخ.
وتسبب الجلطات الدماغية ضعفا في الأطراف ومشاكل في القدرة على الكلام والرؤية وعادة ما تختفي أعراضها خلال أيام.غير أن احتمال تطور الحالة إلى الإصابة بجلطة شديدة، مع وجود المزيد من الأعراض الدائمة، يزداد خلال الأيام التي تلي الإصابة مباشرة.وأشارت دراسات سابقة إلى أن الأسبرين يلعب دروا في الحد من هذا، لا سيما على المدى الطويل، من خلال الحد من مخاطر تكون جلطات الدم.
لكن فريق العلماء يقول إن نتائجهم تظهر أن معظم الفوائد تكمن في الساعات والأيام الحرجة الأولى بعد التعرض لجلطة خفيفة أو نوبات فقر الدم المؤقتة.
ويعتقد العلماء بأن العلاج المبكر بالأسبرين في هذا الوقت يمكنه الحد من خطر الإصابة بجلطة شديدة من 5% إلى 1%
وقال بيتر روثويل، كبير الباحثين في الدراسة،: «إن فوائد العلاج الفوري بالأسبرين "يُستهان به بدرجة كبيرة" وأضاف: "نحن في حاجة إلى تشجيع الناس، إذا كانوا يشتبهون في وجود أعراض عصبية ربما تشير إلى جلطة خفيفة، على تناول الأسبرين فورا، إضافة إلى البحث عن رعاية طبية مثالية."»
وراجع الفريق بيانات 15 تجربة تضم آلاف المصابين الذين تناولوا الأسبرين فور الإصابة بالجلطة أو تناوله كعلاج طويل المدى لمنع الإصابة بجلطة ثانية.
ووصف ديل ويب من جمعية الجلطات الدماغية في بريطانيا نتائج الدراسة بأنها «تطور مثير».
و من المهم التنويه إلى أن تناول الأسبرين ليس بديلا عن البحث عن رعاية طبية.
وتابع أن «النتائج تشير إلى أن أي شخص لديه أعراض الجلطة، التي تشهد تحسنا أثناء انتظار الرعاية الطبية العاجلة، يمكنه إذا استطاع تناول الأسبرين».
وقال توني رود المتخصص في الجلطات الدماغية بالهيئة الصحية الوطنية في بريطانيا «هذا التقرير يشمل بيانات يتعين دراستها بعناية، ومن ثم إجراء تغييرات مناسبة إذا دعت الحاجة إلى ذلك وإدخالها في دليل إرشادات للتعامل مع الجلطات الحادة ونوبات فقر الدم المؤقتة.»

## أضرار الأسبرين
قد يسبب الأسبرين لدى البعض أضرار لو تناولوه لمدة طويلة:
- قرحة المعدة والإثني عشر.
- آلام في المعدة شديدة.
- قيء دموي يشبه (تفل) القهوة.
- فقدان الشهية للطعام.
- دم في البراز أو البول.
- طفح جلدي وهرش.
- تورم الوجه والجفون.
- العطس وزغللة في العين.
- طنين بالأذن.
- صعوبة في التنفس ولاسيما لدي المرضى الحساسين له ولديهم ربو أو التهابات ولحمية وزوائد غشائية داخلية (Polyps) بالأنف.
- تناول الأسبرين مع الميثوتركسات وال (Valprotics) كالديباكين يجعلهما سامين.
- يتعارض تناول الأسبرين مع أدوية تسييل الدم كالكومادين والوارفارين والدنديفان الديكامارول لأنه يزيد النزيف.

قد يسبب نزيفا للحامل ومشاكل ونزيفا للجنين أثناء مراحل نموه ويجعل وزنه أقل من المعتاد عند ولادته.
- يفرز الأسبرين مع لبن الأم المرضع ويسبب سيولة دم الرضيع مما يؤثر علي الطفل ويصيبه بمتلازمة (راي)القاتلة.
- يتعارض تناوله مع مثبطات إنزيمات (ACE) وحاصرات بيتا التي تخفض ضغط الدم المرتفع.
- يتعارض تناوله مع الأدوية التي تعالج النقرس كالبروبنسيد السلفيبيروزونات. فيمكن أن يخفض ضغط الدم بصورة غير متوقعة مما يسبب زغللة في العين وإغماء.
- يتعارض تناوله مع النيتروجلسرينات كأيزوسوربيد ثنائي النترات وأ يزوسوربيد أحادي النترات فيسبب زغللة بالعين وإغماء.
- يتدخل مع الأدوية المدرة للبول والمخفضة للسكرأو الإستيريدات البنائية والكورتيزونات أوالأدوية الغير ستيرويدية التي تخفف الآلام الروماتيزمية والالتهابات.
- يؤخذ الأسبرين بعد تناول الإيبوبروفين حيث تظل قدرته ضد تجلط الدم. ولا يؤخذ الإيبوبروفين بعد تناول الأسبرين لأنه يقلل قدرة الأسبرين علي منع تجلط الصفائح الدموية لزيادة إفراز الثرمبكسان الذي يزيد التجلط.
- لا يؤخذ الأسبرين مع الديكلوفناك التي تتحد مع إنزيم (كوكس 1) بخلاف الإيبوبروفين حيث لايؤثر في قدرته علي سيولة الدم وحماية الأوعية القلبية.
- تناول الأسبرين مع الباراسيتامول لايؤثر في قدرته على سيولة الدم وحماية الأوعية القلبية. لكن تناولهما لمدة طويلة قد يعرض المريض للفشل الكلوي المزمن لحدوث تلف بالكلي.
- الأشخاص الحساسون لأدوية الروماتيزم أو الألوان الصناعية في المشروبات والطعام يكونون حساسين للأسبرين.
- لايؤخذ قبل إجراء العمليات الجراحية حتى لايتعرض المريض للنزيف الدموي المتكرر.
- كقاعدة عامة لا يؤخذ الأسبرين لأكثر من 10 أيام. وفي حالة الحمى وارتفاع الحرارة لأكثر من 3 أيام.

## أدوية مماثلة
لقد ظهرمن بين هذه الأدوية الباراسيتامول أو أسيتامينوفين أو البارالوغان والذي لا يسبب تهيجا بالمعدة ويسكن الآلام ويخفض الحرارة. لكنه لا يسكن الألم بالأطراف وليس له قدرة علي تحقيق سيولة الدم كالأسبرين. ويعتبر بديلا له في تخفيف الصداع وتخفيض الحرارة لدى الأشخاص الذين عندهم موانع لاستعمال الأسبرين سواء أكانوا أطفالا أم بالغين. والباراسيتامول يمكن للأطفال والكبار تحمله بلا مشاكل ظاهرية. إلا أن الجرعات العالية منه يمكن أن تدمر الكبد ولاسيما ولو كان المريض يتناول الخمور.
لقد ظهرت الأدوية التي يطلق عليها قاتلة للألم بما فيها الأسبرين بأنواعه. وهي تعمل علي استهداف إنزيمات كوكس (Cox) التي يطلق عليها (Cyclo oxygenases)وهي نوعان كوكس (1) الذي يجعل الصفائح الدموية تتجلط وكوكس (2)الذي يشجع بعض الكيماويات في التدخل في الآلام والتورم والتي تسبب الالتهابات. وهذه الأدوية لها صلة أيضا بمنع إفراز إنزيمات الالتهابات الأخرى مثل (IKK Beta) والتي لها صلة إضافية لزيادة حساسية الخلايا للإنسولين.
تعتبر أدوية المسكنة للآلام والمخففة للالتهابات الغير ستيرويدية كمادة الإيبوبروفين أوالنابروكسين أو الإندوميثازين أوالكيتوبروفين أو البيروكسيكام أو الديكلوفيناك أدوية قاتلة للألم كما يقال. وهي مواد غير كورتيزونية تخفض ارتفاع الحرارة في الحميات وتسكن الآلام وآلام ما قبل الطمث والتهابات العظام والمفاصل لدى الكبار والأطفال إلا أنها تسبب تهيجا في المعدة. ولا يؤخذ الأسبرين مع هذه الأدوية لأنهما معا يسببان إحمرارا جلديا متعدد الأشكال (ُErythema multiform). لأن الازدواجية الدوائية (الأسبرين مع هذه الأدوية) تسبب تأثيرا متداخلا سيئا. والأسبرين وهذه الأدوية لهما قدرة على إغلاق صنع البروستاجلاندينات التي هي شبيه هورموني كيماوي لها تأثير مختلف عن الكوكسات ومسؤولة عن ظهور أنواع من الآلم والالتهابات. لكن الأسبرين يتميز على هذه الأدوية بجرعاته المعقولة والمحتملة نسبيا. لأن لها تأثيرا سيئا على الكبد وتسبب اليرقان أو الصفراء والغثيان وزغللة في العين وطنينا في الأذن والصداع والطفح الجلدي والإسهال ومشاكل بالمعدة والنعاس والغازات وحرقان القلب (حموضة بالمعدة). ومع طول الاستعمال تسبب قرحة بالمعدة. ولاتستعمل هذه الأدوية مع الأسبرين لأنهما يسببان آلاما بالمعدة أو جلطة دموية. كما أن هذه الأدوية لايمكن أن تكون بديلا للأسبرين في الوقاية من الأزمات القلبية وتسييل الدم والإقلال من تخثره للإقلال من حدوث الجلطات. رغم أنها قد تسبب نزيفا بالمعدة مع طول الاستعمال أو تناول جرعات عالية.

## التخزين والحفظ
يجب حفظ أقراص الأسبرين في عبوة محكمة الإغلاق، وفي مكانٍ جافٍ وباردٍ، وكذلك يجب أن تكون بعيدة عن متناول الأطفال.

## تحذيرات
تعتبر متلازمة راي (بالإنجليزية: Reye syndrome)‏ مرضا يهدد حياة الشخص نتيجة تناوله الأسبرين ويظهر عليه عقب الإصابة بفيروسات أو الأمراض المعدية كالجديري المائي (الكاذب) والإنفلونزا والالتهابات التنفسية الحادة. مما قد يؤثر على الكبد والمخ. وهذا المرض أعراضه متغيرة. فقد تكون متوسطة وخفيفة أو محدودة أو تتطور بسرعة مسببا الموت خلال ساعات من وقوعه وعادة يسبب تورما في المخ. وقد يتوقف المرض في أي مرحلة منه مع الشفاء التام في خلال 5-6 أيام ويصبح المريض عاديا ويستعيد الكبد وظائفه.
فالأسبرين حتى ولو كان أسبرين الأطفال لا يعطى لهم وحتى سن 12 سنة أثناء إصابتهم بالبرد والإنفلونزا أو إصابتهم بالجديري المائي. لأنه يسبب متلازمة راي التي تسبب الموت المفاجيء لهم. لأنها تصيب الجهاز العصبي والكبد وتسبب تورم المخ. فالذين يصابون بهذه الحالة قد يموتون ومن ينجو يعش ولديه تلف بالمخ. وعندما يعطى للأطفال لعلاج آلام المفاصل أو الروماتيزم لمدة طويلة لابد أن يستشر الطبيب المتخصص. وبصفة عامة لا يؤخذ الأسبرين في هذه الحالة أكثر من 10 أيام متصلة. وهذا ما جعل الشركات المنتجة للأسبرين يضعون تحذيرات على المستحضر بأن ثمة علاقة بين الأسبرين ومتلازمة راي بعدها هبطت نسبة إصابة الأطفال بها. لأن الآباء أصبحوا حذرين عند استعمالهم الأسبرين حتى ولو كان أسبرين الأطفال.
الأسبرين ليس بالدواء الآمن 100% وهذا يتطلب التوعية به فلا يعطى دون قيود ولابد أن يكون الأطباء علي بينة تامة بأبعاده العلاجية وإلا تسببوا في كارثة لمرضاهم بحسن نية فيجب الحذر عند استخدام الأسبرين ولاسيما وأنه لايوجد أي قيود أو محاذير على استعماله أو صرفه.
يعتبر الأسبرين بودرة بيضاء اللون ليس لها أي رائحة مميزة،
ويسمى عادة (ASA) ويدخل في ما يقارب 50 نوع من الأدوية،
ويستخدم عادة كمسكن للألم خاصة في آلام المفاصل وآلام الجسم والصداع
وخافض للحرارة خاصة تلك المصاحبة للالتهابات،
ويقلل الورم خاصة عند الإصابة بجروح مختلفة
ويمنع تكرار الإصابة بالذبحة الصدرية والجلطة الدماغية..
يتميز الأسبرين أنه ضد الصداع والالتهابات ومسكن للآلام ومضاد للحمى في حالة الأمراض المعدية وضد تجلط الدم مما يجعله أكثر سيولة ويقي القلب من نوباته والموت الفجائي ولاسيما مرضي الذبحة الصدرية أو انسداد الشرايين والذين يعانون من الآلام الروماتيزمية الحادة والمزمنة ومرض الذئبة الحمراء الذين يعانون من احمرار الجلد
يجب الحذر عند استخدام الاسبرين في الاشخاص الذين يعانون من مشاكل نزف أو مشاكل في الكلى.

## طول جزيء الأسبرين
يتكون جزيئ الأسبرين من 21 ذرة (9 كربون، 8 هيدروجين، 4 أكسجين) كما نرى نموذجًا له أعلى الصفحة، ويبلغ طول تلك السلسلة 4و0 نانومتر.
بالمقارنة بطول الدنا أو ببعض مكونات الخلية البشرية، نجد المقاييس الأتية:
- جزيء الأسبرين: 4و0 نانومتر
- الدنا: 5و2 نانومتر
- جزيء بروتين: نحو 30 نانومتر
- الفيروسات: 20- 300 نانومتر
- ليبوزوم: 150 نانومتر
- خلية دموية حمراء: 8000 نانومتر
- سمك الشعرة: 50.000 نانومتر.

## أبحاث
قد يقلل الأسبرين بشكل ضعيف من خطر الإصابة بسرطان الثدي وفقًا لتحليل تلوي عام 2020.